# 浪川大輔
浪川 大輔（なみかわ だいすけ、1976年〈昭和51年〉4月2日 - ）は、日本の声優、俳優、歌手。東京都出身。ステイラック代表取締役。

## 来歴
1985年、小学2年生の終わり頃、劇団こまどりに所属。母親の友人である鈴木みえの紹介で、劇団こまどりの入団試験を受けた。
アメリカのテレビドラマ『白バイ野郎パンチ&ボビー』の子供役の日本語吹き替えでデビュー。『E.T.』の主人公エリオット役で監督のスティーヴン・スピルバーグに認められ、指名されたことをきっかけに吹き替えのオファーが増える。『ネバーエンディング・ストーリー』や『グーニーズ』など立て続けに人気作に出演した。アメリカで子供の主人公が流行していたことや、これまで吹き替えにおいて女性声優が演じていた少年役を、年齢が近い子役に演じさせようとする時期が重なり、浪川は「運がよかった」、「タイミングがあった」としており、これらの作品は「もし10年生まれるのが早かったら出られなかった」といい、「逆に10年遅かったら『ハリー・ポッター』を演れたかもしれない」と述べている。
小学校時代は関係者から怒られるのが嫌で、スタジオに行くまでにセリフを全部覚えるなど、熱心な仕事ぶりから「天才」と評された。この頃は引っ込み思案で「はい」としか言えない子供であったと後に本人が振り返っている。しかし中学時代から、子役の仕事の都合で学校を遅刻・早退するのが嫌だと仕事をサボるようになり、プロデューサーに「なぜ来ないんだ」と言われると「気分が乗らないから」とふてくされた態度を取るようになった。その結果、たまに来る仕事以外は声優としての仕事がなくなった。
中学時代は卓球、高校時代は東京都立神代高等学校のハンドボール部に入部、部長を務めていた。大学時代には社会人リーグで自分でハンドボールチームを作り、将来はスポーツの世界で生きていけたらと思っていたが、試合中に全治1年半のケガを負い断念。大学では心理学を学んでいたが、専門知識を生かせる就職先は狭き門であり、浪川自身、社会で勝負していけることは何かと悩んでいた時期があった。その際、映画『ロミオ+ジュリエット』のテレビ放映にあたり、レオナルド・ディカプリオの吹き替えを通して改めて声優を志すことを決意する。
20歳の時にアルバイトを始めて、「どうせ働くなら普通はなかなかできない、面白い体験ができる方がいいな」と思っていたため、就職するまでの2年間、家庭教師、ピザの配達、ダンボール工場、引っ越しの手伝い、頭脳プレー系から肉体労働系まで、ジャンルを問わず興味のあることは何でもしていた。色々なアルバイトを経験していたもうひとつの理由が、「社会に出る最初の1歩として、とにかくいろんなスキルを身につけておきたい」と思っていたことから、バイトの作業は必死になって覚えていたという。器用ではないため、コツコツ時間をかけて少しずつ作業を習得するタイプで、いくつものバイトをしたところ、自分の向き・不向きを知ることもできたという。
声優として失った信頼を取り戻すために、かつて自身を起用していた制作会社に増長した態度を取ったことを謝罪し、こうして許してくれた少数の会社から仕事を貰えるようになった。
1999年には東京国際大学福祉心理学科を卒業。声優の仕事だけでは食べていけないこともあり、7年間アパレル関連の会社に勤務した経歴を持つ。両親がアパレル関係だったため、元々興味があったという。大学時代に作ったハンドボールチームは現在も続いており、30歳くらいまでキャプテンを務めていた。
『ターミネーター2』・『ターミネーター3』ではジョン・コナー役を担当した。『機動戦士ガンダム0080 ポケットの中の戦争』では主人公アル（アルフレッド・イズルハ）を演じた（当時12歳）。同作品のDVDのCM（『機動戦士ガンダム0083 STARDUST MEMORY』のDVD Vol.4の映像特典のインフォメーションにあたる）では、大人になった浪川がナレーションを担当している。また、PS2ゲーム『機動戦士ガンダム クライマックスU.C.』『SDガンダム GGENERATION SPIRITS』では『機動戦士ガンダム0080』のエピソードでナレーションを担当した。
2001年1月、結婚式を挙げる。
2006年2月から2008年3月まで岸尾だいすけとのユニット「DD」で活動していた。また、友人の野島健児のユニット「BELOVED」にもゲストとして参加している。
2010年、第4回声優アワードにて助演男優賞を受賞。同年初夏に浪川自らが監督した映画『Wonderful World』が公開された。
2010年6月23日、Kiramuneレーベルから歌手デビュー。2014年12月13日、Kiramuneレーベル内新ユニットとして、吉野裕行と「Uncle Bomb」を結成、2015年5月9日にデビュー。
以前はグループこまどり（所属当時は劇団こまどり）、東京俳優生活協同組合（2003年 - 2008年3月）、アクロス エンタテインメント（2008年4月 - 2014年3月）に所属していた。2014年4月1日、より活動の幅を広げたいという思いから独立を決意し、アクロス エンタテインメントを円満退社、ステイラックを立ち上げ、その後2016年4月より「ステイラック付属養成所Follow-Up」を立ち上げた。
2021年11月23日放送の『踊る!さんま御殿!!』にて、今週の踊る!ヒット賞を受賞している。
2021年12月9日、第8回Yahoo!検索大賞声優部門で7位を獲得。
2022年7月26日放送の『踊る!さんま御殿!!』にて、今週の踊る!ヒット賞を再び受賞している。
2024年、山寺宏一、梶裕貴ら他の有名声優26名と共同で、本人に無断で学習・生成される生成AI音声や映像に反対する有志の会として『NOMORE 無断生成AI』を結成した。

## 人物紹介

### 特色
声種はバリトン。
子供の頃はハイトーンの声が出たが、大人になるにつれてそうした声が出なくなり、20歳を過ぎた頃になると1オクターブと少ししか出ないなど音域が極端に狭くなった。しかし、芝居の仕方によってハイトーンにもロートーンにも聞かせる技術がある。
20歳ごろに『八雲立つ』で共演した関智一の地声を聞いて、浪川はその時「意外とハスキーボイスなんだな」という印象を持った。それまでの浪川は綺麗な声、いい声を出そうとしていたが、関との出会いが声優の概念を覆し、以来喉を潰すために、酒でうがいを行う、変なタバコの吸い方をする、大声で叫ぶなどあらゆる努力を行った。『ロード・オブ・ザ・リング』の吹き替えをしていた頃には、潰した喉を一旦元に戻していた。声質が変わったことからディレクターから「なんだその声。声優として終わりだな」と言われたこともある。
第4回声優アワードでは「『07-GHOST』のミカゲでは主人公の良き友人役として印象を残し、『君に届け』の風早翔太では爽やかな演技で女性ファンを魅了。幼い頃から外画の吹替えで活躍し、幅広い演技で数多くの作品を支えている。また、ラジオなどトークも好評で、男女問わず多くの人から親しまれている。」と評される。また、『閃光のナイトレイド』の伊波葛では語学堪能なスパイの設定のため、ドイツ語、中国語、英語などの台詞をこなしている。
『ルパン三世』シリーズでは、2011年より井上真樹夫から石川五ェ門役を受け継いでいる。五ェ門役が決まった際には少なからず反対の声があったことをのちのインタビューで本人が明かしており、役を演じている内に五ェ門の声は低く感じられるだけで実は低くないと気づいたという。井上から五ェ門を引き継いだ後も『PROJECT X ZONE』において、かつて井上が演じた『ゾンビリベンジ』の毒島力也役を受け継いだり、『荒野の七人』のスター・チャンネル版でかつてNETテレビ版で井上が演じたチコ役（ホルスト・ブッフホルツ）の吹替を担当するなど、何らかの形で井上に関係する役を演じることもあった。また、井上の最後の出演作の一つとなった『キングダム ハーツIII』では、井上が演じるマスター・エラクゥスの若年期の声を浪川が担当している。
洋画吹き替えでは専属（フィックス）のイライジャ・ウッドとヘイデン・クリステンセン（本人公認）をはじめ、トニー・ジャーやジャスティン・ティンバーレイク、ニコラス・ツェー、エドワード・ファーロング、ジョン・チョー、チャド・マイケル・マーレイ、パク・ユチョン、レオナルド・ディカプリオ、ガエル・ガルシア・ベルナル、ケヴィン・ゼガーズなどを担当している。クリステンセンは、2022年6月16日に都内で実施された「最終話直前『オビ＝ワン・ケノービ』ユアン×ヘイデン×監督に直撃LA－東京中継イベント」にて、対面こそ実現していないものの共演者の森川智之から浪川の伝言が伝えられ、お墨付きを貰っている。『バンデットQ』では子役時代に主人公のケヴィンを演じ、28年後のBlu-rayでの追加録音ではすでに故人となっている嶋俊介の代役としてケヴィンの父を演じたため、子役時代の自分自身と父子共演するというキャリアの長さゆえの珍しい現象が起きた。
声がボソボソしてハスキーなことから歌が苦手であり、音が取れないために歌の仕事を降ろされたこともある。しかし、歌を唄うこと自体が嫌いなわけではない。

### 人物・エピソード
本当の誕生日は3月29日であるが、学年の関係でずらされ、戸籍上は1976年4月2日生まれである。
好きな女性のタイプは「幸が薄そうな人」。
子役時代から吹き替えをしているが、小学生の頃は吹き替えた自分の声がTVから出ていることを学校で友達にからかわれるため、吹き替えの仕事が嫌であったという。
『フルメタル・パニック!』の舞台・都立陣代高校のモデルになった東京都立神代高等学校出身。同作のTV版にもレナード・テスタロッサ役で出演している。浪川自身は出演時には自身の出身校が舞台になっているとは知らず、DVD-BOX特典のオーディオコメンタリー収録の際に初めてその事実を知ったと当該DVDの中で語っている。
スポーツ方面では、中学時代に卓球で東京都ベスト8に進出し、高校時代にはハンドボールで東京都代表に選ばれた。
『ターミネーター2』の吹き替えを担当した当時、高校の文化祭を欠席してアフレコ収録を行ったが、結果的に自分が担当したバージョンがファンから長年親しまれ、度々再放送されていることを嬉しく思っていると述べている。
家庭教師（社会科と英語を担当）をしていたことがある。
ABEMA TVの帯番組の『声優と夜あそび』の時の書き初めの際に、足の裏潔癖症と言っている。
後輩である松岡禎丞がデビュー当時、マイク前で緊張した際にどうしたらいいかとアドバイスを求めてきた時に、『俺は大丈夫、できる。と自己暗示をかければいい。心の中で言うよりも、口に出して言うといい』と答えた結果、松岡がそれを真に受けて実践したため、収録中に松岡が小声で自己暗示し続ける原因となった。

### ラジオ出演関連
2008年から2009年にかけて放送された、声優による年越し生放送番組『AT-X史上初の年越しナマ! 大晦日だもの、最後に笑えればいいんじゃない? Yes, We can!スペシャル』（AT-X）と『超A&G+年越しスペシャル 4時間生でモゥ大変!2009』（文化放送「超!A&G+」）の両番組に出演した声優の数少ない1人である。前者には年越し前の2008年に森久保祥太郎に自ら電話して出演、後者は年越し後の2009年に岩田光央の電話を受けた後に動画でも出演した。
『うたわれるもの』で共演していた小山剛志のブログに浪川の写真が掲載されたとき、意味もなく木に登るなど「珍獣」を演じていた。さらに同作品の出演者が参加した、浪川誕生記念飲み会の写真が同ブログに掲載された時は上半身裸の姿であった。

## 出演
太字はメインキャラクター。

### テレビアニメ
1986年
- 三国志II 天翔ける英雄たち（周瑜〈子供時代〉）

1987年
- 十五少年漂流記（ジャック）

1990年
- チンプイ（男の子）

1994年
- 赤ずきんチャチャ（クロネコ）

1996年
- こちら葛飾区亀有公園前派出所（白鳥純〈中学時代〉、朝比奈隆）
- ナースエンジェルりりかSOS（拓馬）

1997年
- ケロケロちゃいむ（アオイ）

1998年
- 金田一少年の事件簿（加藤賢太郎）

1999年
- アークザラッド（エルク）
- ワイルドアームズ トワイライトヴェノム（アラン）

2000年
- 名探偵コナン（2000年 - 2020年、緒方志郎、二本松二郎、鳥越苗路）
- 遊☆戯☆王デュエルモンスターズ（梶木漁太）

2001年
- 神鵰侠侶 コンドルヒーロー（楊過）

2002年
- 幻魔大戦 -神話前夜の章-（ジン）
- テニスの王子様（2002年 - 2012年、鳳長太郎） - 2シリーズ
- バロムワン（2002年 - 2003年、白鳥健太郎）
- ぷちぷり*ユーシィ（アンフィー）

2003年
- アソボット戦記五九（ソウヤ）
- 一騎当千（2003年 - 2010年、董卓仲穎） - 2シリーズ
- おねがい☆ツインズ（神城麻郁）
- ギルガメッシュ（円竜也、円輝道）
- 住めば都のコスモス荘 すっとこ大戦ドッコイダー（桜咲鈴雄 / ドッコイダー）
- セイント・ビースト〜聖獣降臨編〜（巫覡のタケル）
- 爆転シュート ベイブレードGレボリューション（疾風のジン / 木ノ宮仁）
- 冒険遊記プラスターワールド（フェザード）
- まぶらほ（難波先輩）

2004年
- 愛してるぜベイベ★★（蒲田くん）
- アガサ・クリスティーの名探偵ポワロとマープル（ハースト巡査、チボー）
- SDガンダムフォース（ガンイーグル、破餓音丸）
- GANTZ（玄野計） - 2シリーズ
- 今日からマ王!（2004年 - 2005年、ライアン、アントワーヌ、砂熊） - 2シリーズ
- 最遊記RELOAD（カミサマ）
- それいけ!ズッコケ三人組（長嶋崇）
- 超変身コス∞プレイヤー（黒之皇子・マの方）
- 火の鳥（山野辺マサト、タケル）
- BECK（2004年 - 2005年、コユキ / 田中幸雄）
- 忘却の旋律（クロン）
- MADLAX（ピート）

2005年
- 韋駄天翔（仮面の少年 / 獅堂京一）
- おくさまは女子高生（園田先生）
- ガラスの仮面 平成版（真島良）
- 機動新撰組 萌えよ剣 TV（雪之丞〈九尾の狐〉）
- ギャラリーフェイク（後藤卓也）
- JINKI:EXTEND（黒将）
- タイドライン・ブルー（ティーン・グールド）
- ツバサ・クロニクル（2005年 - 2006年、ファイ・D・フローライト） - 2シリーズ
- ハチミツとクローバー（六太郎）
- Paradise Kiss（早坂卓）
- ほとり〜たださいわいを希う。〜（清水樹）
- フルメタル・パニック! The Second Raid（レナード・テスタロッサ）
- まじめにふまじめ かいけつゾロリ（ジャン）
- わがまま☆フェアリー ミルモでポン! ちゃあみんぐ（結木摂〈2代目〉）

2006年
- うたわれるもの（ベナウィ）
- エア・ギア（ポチョムキン）
- 桜蘭高校ホスト部（千堂鉄也）
- 機動戦士ガンダムSEED DESTINY スペシャルエディション（ヨウラン・ケント）
- 彩雲国物語（杜影月 / 陽月）
- ザ・サード 〜蒼い瞳の少女〜（イクス）
- TOKYO TRIBE2（2006年 - 2007年、出口海）
- .hack//Roots（Iyoten）
- NARUTO -ナルト-（スマル）
- 妖逆門-ばけぎゃもん-（灼銅の鬼仮面 / 須貝正人）
- BLACK LAGOON（ロック） - 2シリーズ
- MUSASHI -GUN道-（ムサシ）
- RAY THE ANIMATION（コーイチ）

2007年
- AYAKASHI（前川彰男）
- ウエルベールの物語 〜Sisters of Wellber〜（2007年 - 2008年、ガラハド・アイガー） - 2シリーズ
- エル・カザド（ミゲル）
- 怪物王女（裁判長）
- 恋する天使アンジェリーク〜かがやきの明日〜（聖獣の風の守護聖ユーイ）
- GR-GIANT ROBO-（草間大作）
- シグルイ（藤木源之助）
- 機動戦士ガンダム00（2007年 - 2008年、ミハエル・トリニティ）
- 史上最強の弟子ケンイチ（諸葛孔暗）
- 瀬戸の花嫁（源義魚）
- ZOMBIE-LOAN（葬儀屋）
- D.Gray-man（ドッジ）
- 地球へ…（リオ）
- 天保異聞 妖奇士（マスラオ）
- 忍たま乱太郎（2007年 - 2025年、斉藤タカ丸、忍者）
- BACCANO! -バッカーノ!-（グレット・アヴァーロ）
- ハヤテのごとく!（2007年 - 2009年、シュミット・ヘン・バッハ） - 2シリーズ
- Venus Versus Virus（リュシフ）
- BLUE DRAGON（ジーロ）
- BLEACH（2007年 - 2009年、ウルキオラ・シファー）
- ポケットモンスター ダイヤモンド&パール（ゴヨウ）
- メイプルストーリー（アリバ）
- モノノ怪 「海坊主」（菖源）
- 湾岸ミッドナイト（平本洸一）

2008年
- 狼と香辛料（ゼーレン）
- 家庭教師ヒットマンREBORN!（2008年 - 2010年、ボンゴレI世〈プリーモ〉、沢田綱吉 〈10年後〉）
- 隠の王（雲平・帷・デュランダル）
- 秘密 〜The Revelation〜（青木一行）
- To LOVEる -とらぶる-（2008年 - 2015年、弄光泰三） - 2シリーズ
- BLUE DRAGON 天界の七竜（ジーロ）
- ペルソナ 〜トリニティ・ソウル〜（紫倉統馬）
- 魔人探偵脳噛ネウロ（大塚輝希）
- 魔法遣いに大切なこと 〜夏のソラ〜（黒田浩二）
- 無限の住人（川上新夜）
- メジャー（2008年 - 2010年、ジョー・ギブソンJr.、夏目翔太）
- 魍魎の匣（鳥口守彦）

2009年
- 青い文学シリーズ「蜘蛛の糸・地獄変」（国王）
- 君に届け（2009年 - 2011年、風早翔太） - 2シリーズ
- 空中ブランコ（坂東真一）
- 黒神 The Animation（伊吹慶太）
- こばと。（銀生、ファイ・D・フローライト）
- 07-GHOST（ミカゲ）
- 天体戦士サンレッド（ツノンガ）
- はじめの一歩 シリーズ（2009年 - 2013年、板垣学） - 2シリーズ
- 花咲ける青少年（ルマティ・イヴァン・ダイ・ラギネイ、マハティ〈若い頃〉）
- FAIRY TAIL（2009年 - 2025年、ジェラール・フェルナンデス / ジークレイン、ミストガン） - 4シリーズ
- ONE PIECE（2009年 - 2024年、ユースタス・キッド）

2010年
- さらい屋 五葉（秋津政之助）
- 書家（紙巻巻平）
- 閃光のナイトレイド（伊波葛）
- 戦国BASARA弐（宮本武蔵）
- ドラえもん（テレビ朝日版第2期）（ヨハン、ヤキイモ）
- 鋼の錬金術師 FULLMETAL ALCHEMIST（青年ホーエンハイム）
- バトルスピリッツ ブレイヴ（2010年 - 2011年、月光のバローネ）

2011年
- 逆境無頼カイジ 破戒録篇（一条聖也）
- 戦国☆パラダイス -極-（石田三成）
- それいけ!アンパンマン（シャーロくん〈2代目〉）
- ダンタリアンの書架（ヴァンス）
- ダンボール戦機（2011年 - 2013年、青島カズヤ、CCM、マングース、ボビー、ビショップ、機械音声、東郷リクヤ） - 3シリーズ
- HUNTER×HUNTER（2011年 - 2014年、ヒソカ＝モロウ、ヒシタ〈第25話〉、キュウ） - 第2作
- Fate/Zero（2011年 - 2012年、ウェイバー・ベルベット） - 2シリーズ
- Persona4 the ANIMATION（2011年 - 2014年、鳴上悠） - 2シリーズ
- よんでますよ、アザゼルさん。（2011年 - 2013年、芥辺、ナレーション、イヌ悪魔） - 2シリーズ
- ルパン三世（2011年 - 2022年、石川五ェ門〈3代目〉） - 4シリーズ + 特別編5作品
- レベルE（王子）

2012年
- アクエリオンEVOL（シュレード・エラン）
- アニメ おしりかじり虫（たくみ君）
- エリアの騎士（織田涼真）
- 神様はじめました（龍王・宿儺）
- 機動戦士ガンダムAGE（ゼラ・ギンス）
- K（2012年 - 2015年、伊佐那社、白銀の王） - 2シリーズ
- CØDE:BREAKER（捜シ者）
- 新世界より（スクィーラ / 野狐丸）
- ZETMAN（神崎人〈ジン〉）
- 男子高校生の日常（モトハル）
- バトルスピリッツ ソードアイズ（2012年 - 2013年、リローヴ・ラケルス）
- 緋色の欠片（狐邑祐一） - 2シリーズ
- まじっく快斗（スパイダー）
- めだかボックス（阿久根高貴） - 2シリーズ
- リトル・チャロ〜東北編〜（ハル）

2013年
- アラタカンガタリ〜革神語〜（ヒルコ）
- 大人女子のアニメタイム 「夕餉 山田詠美」（紘）
- 革命機ヴァルヴレイヴ（連坊小路サトミ）
- ガッチャマン クラウズ（2013年 - 2015年、枇々木丈） - 2シリーズ
- 神さまのいない日曜日（ハンプニー・ハンバート〈人喰い玩具〉）
- 義風堂々!! 兼続と慶次（直江兼続）
- サーバント×サービス（長谷部父）
- ダイヤのA（2013年 - 2020年、滝川・クリス・優） - 3シリーズ
- DD北斗の拳（2013年 - 2015年、サウザー） - 2シリーズ
- DEVIL SURVIVOR2 the ANIMATION（ジュンゴ〈鳥居純吾〉）
- トレインヒーロー（アール）
- 八犬伝―東方八犬異聞―（尾崎要）
- Fate/kaleid liner プリズマ☆イリヤ（2013年 - 2014年、ロード・エルメロイII世） - 2シリーズ
- BROTHERS CONFLICT（朝日奈祈織）

2014年
- 牙狼〈GARO〉-炎の刻印-（レオン・ルイス）
- 寄生獣 セイの格率（三木）
- 少年ハリウッド シリーズ（2014年 - 2015年、シャチョウ、柊剛人） - 2シリーズ
- 人生相談テレビアニメーション「人生」（飯田浩之 / コガネン）
- スペース☆ダンディ（カルパッチョ）
- それでも世界は美しい（ラニ・アリステス）
- 東京喰種トーキョーグール（2014年 - 2018年、有馬貴将） - 4シリーズ
- ハイキュー!!（2014年 - 2020年、及川徹） - 5シリーズ
- パックワールド（エイペックス）
- ベイビーステップ（2014年 - 2015年、江川逞） - 2シリーズ
- ポケットモンスター XY（ルカリオ〈メガシンカおやじ〉）
- 魔法戦争（龍泉寺和馬）
- 遊☆戯☆王ARC-V（プロフェッサー / 赤馬零王）
- 脇役目線〜主客逆転!教訓体感アニメ〜（キジ、与平、姉B、地蔵3と5）

2015年
- アルスラーン戦記（2015年 - 2016年、ナルサス） - 2シリーズ
- うしおととら（鏢）
- うわばきクック（キュータ）
- 俺物語!!（織田隼人）
- 牙狼 -紅蓮ノ月-（藤原保輔）
- 銀河特急イチジョウマン7（イチジョウマンブラック）
- 銀魂 シリーズ（2015年 - 2018年、一橋喜々 / 徳川喜々） - 2シリーズ
- コンクリート・レボルティオ〜超人幻想〜（里見義昭）
- 電波教師（ヘル・ゲイツ）
- ぱんきす!2次元（ホワイトノイズ様）
- Fate/stay night [Unlimited Blade Works]（ロード・エルメロイII世）
- 監獄学園（ジョー〈根津譲二〉）
- 枕男子（田仲聡輔）
- ワールドトリガー（2015年 - 2021年、太刀川慶） - 3シリーズ
- ワンパンマン（2015年 - 、ジーナス博士、豚神） - 3シリーズ

2016年
- 朝だよ! 貝社員（ハマグリ、フルイ貝）
- うたわれるもの 偽りの仮面（ベナウィ）
- 機動戦士ガンダムUC RE:0096（リディ・マーセナス）
- スカーレッドライダーゼクス（レスポール）
- 双星の陰陽師（土御門有馬）
- 侍霊演武:将星乱（伯安子）
- CHEATING CRAFT（周綸羽）
- DAYS（水樹寿人）
- ナースウィッチ小麦ちゃんR（たぬP ）
- 灰と幻想のグリムガル（キッカワ）
- B-PROJECT シリーズ（2016年 - 2023年、大黒修二） - 3シリーズ
- 美男高校地球防衛部LOVE!LOVE!（岡修造）
- ベイブレードバースト（ザック）
- ポケットモンスター サン&ムーン（2016年 - 2019年、ロトム図鑑、ミミッキュ）
- レゴ ニンジャゴー 〜スピン術バトルの使い手〜（パイソー）
- ReLIFE（朝地信長）
- 私がモテてどうすんだ（シオン）

2017年
- 鬼平（長谷川辰蔵）
- ハンドシェイカー（神の声）
- 王室教師ハイネ（ルートヴィヒ）
- 覆面系ノイズ（梁井壬散）
- Fate/Apocrypha（ロード・エルメロイII世）
- BORUTO-ボルト- NARUTO NEXT GENERATIONS（2017年 - 2023年、大筒木モモシキ）
- SHADOW OF LAFFANDOR ラファンドール国物語 〜FANTASY PICTURE STORY〜（ブライ）
- アホガール（犬、ナレーション、駄菓子屋のおばさん）
- 徒然チルドレン（香取慎一、生徒）
- 活撃 刀剣乱舞（大典太光世）
- 潔癖男子!青山くん（梅屋翼）
- プリプリちぃちゃん!!（王子様）
- 魔法使いの嫁（2017年 - 2023年、リンデル） - 3シリーズ
- aiseki MOGOL GIRL（カラス）
- 牙狼〈GARO〉-VANISHING LINE-（2017年 - 2018年、クリストフェル / ナイト）
- ブラッククローバー（2017年 - 2021年、ジャック・ザリッパー、キルシュ・ヴァーミリオン）
- 鬼灯の冷徹（人面犬）

2018年
- ヴァイオレット・エヴァーガーデン（ギルベルト・ブーゲンビリア）
- 覇穹 封神演義（紂王）
- 博多豚骨ラーメンズ（ジロー）
- 伊藤潤二『コレクション』（黒田、北脇雪彦、ジャン・ピエール）
- HUGっと!プリキュア（2018年 - 2019年、内富士先生）
- 続 刀剣乱舞-花丸-（大典太光世）
- サンリオ男子（源真一郎）
- ポプテピピック（2018年 - 2021年、ピピ美〈第8話Bパート / 再放送・リミックス版第6話Bパート〉）
- グラゼニ（徳永） - 2シリーズ
- 実験品家族 -クリーチャーズ・ファミリー・デイズ-（スノー）
- フルメタル・パニック! Invisible Victory（レナード・テスタロッサ）
- 千銃士（ナポレオン）
- 異世界魔王と召喚少女の奴隷魔術（サドラー）
- ポチっと発明 ピカちんキット（2018年 - 2019年、ウメジュンのパパ、サイクゥー）
- キャプテン翼（第4作）（2018年 - 2024年、片桐宗正） - 2シリーズ
- DOUBLE DECKER! ダグ&キリル（バンブーマン）
- 火ノ丸相撲（2018年 - 2019年、荒木源之助）
- デュエル・マスターズ!（パック・リーマン）
- 中間管理録トネガワ（一条聖也）
- クレヨンしんちゃん（金時井茂蔵）
- ロード・エルメロイII世の事件簿 -魔眼蒐集列車 Grace note-（2018年 - 2021年、ロード・エルメロイII世） - 1シリーズ + 特別編2作品

2019年
- W'z《ウィズ》（フミユキ / 文幸＝ニールセン）
- 明治東亰恋伽（森鴎外）
- 新幹線変形ロボ シンカリオン（キリン）
- KING OF PRISM -Shiny Seven Stars-（山田リョウ）
- おじゃる丸（アフガン犬）
- 鬼滅の刃（2019年 - 2024年、鋼鐡塚蛍） - 4シリーズ
- この音とまれ!（滝浪涼香） - 2シリーズ
- スタミュ（四季斗真）
- 手品先輩（まーくん）
- パズドラ（流行男）
- ナカノヒトゲノム【実況中】（仁木イチヤ）
- スタンドマイヒーローズ PIECE OF TRUTH（今大路峻）
- サザエさん（臼野弘典）
- アフリカのサラリーマン（お掃除ロボット）
- ルパン三世 プリズン・オブ・ザ・パスト（石川五ェ門）

2020年
- 魔術士オーフェンはぐれ旅（2020年 - 2023年、チャイルドマン / アルフレド、ナレーション） - 3シリーズ
- ARP Backstage Pass（真嗣の父〈叶永嗣〉）
- あひるの空（高橋克己）
- 八男って、それはないでしょう!（アルフレッド・レインフォード）
- かくしごと（マリオ）
- 遊☆戯☆王SEVENS（オーティス〈ホログラムの男、謎のデュエリスト〉）
- 波よ聞いてくれ（須賀光雄）
- デジモンアドベンチャー:（2020年 - 2021年、石田ヤマト）
- キングダム（2020年 - 2022年、呉鳳明） - 2シリーズ
- BNA ビー・エヌ・エー（ピンガ）
- THE GOD OF HIGH SCHOOL ゴッド・オブ・ハイスクール（パク・ムジン）
- ゾイドワイルド ZERO（デニス・ニールソン）
- ポケットモンスター (2019)（2020年 - 2022年、ロトム図鑑、ルカリオ、コハルのスマホロトム、ミミッキュ 他）
- ダンジョンに出会いを求めるのは間違っているだろうか シリーズ（2020年 - 2022年、ディックス・ペルディクス） - 2シリーズ
- 体操ザムライ（荒垣城太郎）
- とーとつにエジプト神（2020年 - 2023年、クヌム ） - 2シリーズ

2021年
- EX-ARM エクスアーム（士牙総司）
- Re:ゼロから始める異世界生活（アーチ）
- 真・中華一番!（カイユ）
- 蜘蛛ですが、なにか?（魔族軍「第九軍軍団長」黒 / ギュリエディストディエス）
- 無職転生 〜異世界行ったら本気だす〜（2021年 - 2024年、ルイジェルド・スペルディア） - 3シリーズ
- 呪術廻戦（2021年 - 2023年、脹相） - 2シリーズ
- EDENS ZERO（2021年 - 2023年、ジャスティス） - 2シリーズ
- SCARLET NEXUS（カゲロウ・ダン）
- 100万の命の上に俺は立っている（ゲームマスター）
- 東京リベンジャーズ（2021年 - 2023年、灰谷蘭） - 2シリーズ
- takt op.Destiny（シントラー）
- 境界戦機（2021年 - 2022年、アレクセイ・ゼレノイ） - 2シリーズ

2022年
- 最遊記RELOAD -ZEROIN-（妖怪、少女の兄）
- リーマンズクラブ（宇津木雅彦）
- パリピ孔明（劉備）
- 群青のファンファーレ（久慈凱久）
- 社畜さんは幼女幽霊に癒されたい。（今週の「可愛い。」担当）
- うたわれるもの 二人の白皇（ベナウィ）
- 永久少年 Eternal Boys（2022年 - 2023年、今川剛）
- ジョジョの奇妙な冒険 ストーンオーシャン（2022年 - 2023年、ナルシソ・アナスイ、アナキス） - 2シリーズ

2023年
- NieR:Automata Ver1.1a（2023年 - 2024年、アダム）） - 2シリーズ
- 遊☆戯☆王ゴーラッシュ!!（2023年 - 2025年、創造主、翁丁臼 / オーティス、ドール）
- 逃走中 グレートミッション（2023年 - 2025年、月村サトシ）
- 六道の悪女たち（火野本勝〈大佐〉）
- ポケットモンスター (2023)（2023年 - 2025年、クワッス→ウェルカモ、ルシアス）
- Fate/strange Fake（2023年 - 2025年、ロード・エルメロイII世） - 2シリーズ
- ホリミヤ -piece-（仙石武）
- 私の推しは悪役令嬢。（セイン＝バウアー）
- とあるおっさんのVRMMO活動記（田中大地）
- MFゴースト（2023年 - 2024年、大石代吾） - 2シリーズ
- 陰の実力者になりたくて! 2nd season（月丹）

2024年
- 佐々木とピーちゃん（フレンチ）
- 最弱テイマーはゴミ拾いの旅を始めました。（アグロップ）
- 終末トレインどこへいく?（ポンタロー）
- ROLY POLY PEOPLES（ポチー）
- 狼と香辛料 MERCHANT MEETS THE WISE WOLF（ゼーレン）
- 転生したらスライムだった件（ダムラダ）
- 俺は全てを【パリイ】する 〜逆勘違いの世界最強は冒険者になりたい〜（ノール父）
- 現代誤訳（玲尾彰人〈店長、元カノ、解説、機長〉）
- 2.5次元の誘惑（カイ）
- 魔王2099（グラム）
- チ。-地球の運動について-（ピャスト〈青年・壮年〉）

2025年
- 青の祓魔師 終夜篇（獅郎〈少年〉、藤本獅郎）
- 不遇職【鑑定士】が実は最強だった（ゾイド）
- ババンババンバンバンパイア（森蘭丸）
- アサティール2 未来の昔ばなし（マイムーン）
- SAKAMOTO DAYS（スラー） - 2シリーズ
- 戦隊レッド 異世界で冒険者になる（灯悟の父）
- クラシック★スターズ（三原木逢生）
- ウマ娘 シンデレラグレイ（柴崎宏壱）
- SI-VIS: The Sound of Heroes（YOSUKE）

### 劇場アニメ
1988年
- はれときどきぶた（畠山則安）

1990年
- 太郎ヶ池の夏まつり（太郎）

1992年
- トトイ（トトイ）
- YAWARA! それゆけ腰ぬけキッズ!!（相良純二）

1994年
- 土俵の鬼たち（花田勝）

2005年
- 機動戦士Ζガンダム A New Translation I - III（2005年 - 2006年、カツ・コバヤシ） - 3部作
- 劇場版ツバサ・クロニクル 鳥カゴの国の姫君（ファイ・D・フローライト）
- 劇場版 テニスの王子様 跡部からの贈り物 君に捧げるテニプリ祭り（鳳長太郎）
- 劇場版ポケットモンスター アドバンスジェネレーション ミュウと波導の勇者 ルカリオ（ルカリオ）

2006年
- 真救世主伝説 北斗の拳 ラオウ伝 殉愛の章（バット）

2009年
- 宇宙戦艦ヤマト 復活篇（小林淳）

2010年
- 銀幕ヘタリア Axis Powers Paint it, White（白くぬれ!）（イタリア、ロマーノ）

2011年
- 劇場版アニメ 忍たま乱太郎 忍術学園 全員出動!の段（斉藤タカ丸）
- 劇場版 テニスの王子様 英国式庭球城決戦!（鳳長太郎）
- とある飛空士への追憶（ヨアキン）
- マルドゥック・スクランブル 燃焼（トゥイードルディム）

2012年
- 劇場版イナズマイレブンGO vs ダンボール戦機W（青島カズヤ）

2013年
- 劇場版 HUNTER×HUNTER -The LAST MISSION-（ヒソカ＝モロウ）
- 劇場版 HUNTER×HUNTER 緋色の幻影（ヒソカ＝モロウ）
- SHORT PEACE 『GAMBO』（二元次）
- Fate/ゼロカフェ（ウェイバー）
- BAYONETTA BLOODYFATE（ルカ・レッドグレイヴ）
- ルパン三世VS名探偵コナン THE MOVIE（石川五ェ門）

2014年
- 劇場版 K MISSING KINGS（伊佐那社）
- 聖闘士星矢 Legend of Sanctuary（水瓶座のカミュ）
- トレインヒーロー（アール）

2015年
- クレヨンしんちゃん オラの引越し物語 サボテン大襲撃（マリアッチ）
- 劇場版 明治東亰恋伽 〜弦月の小夜曲〜（森鴎外）
- デジモンアドベンチャー tri.（西島大悟）
- BORUTO -NARUTO THE MOVIE-（モモシキ）
- UFO学園の秘密（夜明教授）

2016年
- 映画 魔法つかいプリキュア! 奇跡の変身!キュアモフルン!（クマタ / ダークマター）
- 牙狼〈GARO〉-DIVINE FLAME-（レオン・ルイス）
- KING OF PRISMシリーズ（2016年 - 2025年、山田リョウ / 管理人） - 4作品

2017年
- DCスーパーヒーローズ vs 鷹の爪団（フラッシュ）
- 映画ドラえもん のび太の南極カチコチ大冒険（ヒャッコイ博士）
- LUPIN THE IIIRD 血煙の石川五ェ門（石川五ェ門）

2018年
- 薄墨桜 -GARO-（藤原保輔）
- 宇宙の法—黎明編—（夜明教授）

2019年
- 劇場版 王室教師ハイネ（ルートヴィヒ）
- ONE PIECE STAMPEDE（ユースタス・キッド）
- ルパン三世 THE FIRST（石川五ェ門）

2020年
- 劇場版 ヴァイオレット・エヴァーガーデン（ギルベルト・ブーゲンビリア）
- 泣きたい私は猫をかぶる（坂口智也）

2021年
- 劇場編集版 かくしごと -ひめごとはなんですか-（マリオ）

2023年
- 劇場版 Collar×Malice -deep cover-（笹塚尊） - 前後編
- 永久少年 Eternal Boys NEXT STAGE（今川剛）
- ブラッククローバー 魔法帝の剣（ジャック・ザリッパー）
- 機甲英雄 劇場版 我與我等於無限大（旁白、波嵐）

2025年
- LUPIN THE IIIRD THE MOVIE 不死身の血族（石川五ェ門）

### OVA
1987年
- ロボットカーニバル（子供B）

1989年
- 機動戦士ガンダム0080 ポケットの中の戦争（アルフレッド・イズルハ）
- 神州魑魅変（葉月影七郎〈子供時代〉）

1990年
- ソル・ビアンカ（リム）

1993年
- グリーンレジェンド乱II（ルレイ）

1997年
- 八雲立つ（七地健生、ミカチヒコ）

2000年
- アークザラッド Special File（エルク）

2001年
- 夢、空高く（高野真一）

2004年
- 大YAMATO零号（オキ・シンマ）

2005年
- イリヤの空、UFOの夏（浅羽直之）
- 僕は妹に恋をする（男子生徒A）
- LAST ORDER FINAL FANTASY VII（タークス〈ロッド〉）

2006年
- テニスの王子様 Original Video Animation 全国大会篇（鳳長太郎）
- FREEDOM（タケル）

2007年
- 真救世主伝説 北斗の拳（バット）
- ツバサ TOKYO REVELATIONS（ファイ・D・フローライト）
- MURDER PRINCESS（カイト＝フォーランド）

2008年
- .hack//G.U. TRILOGY（Iyoten）
- 名探偵コナン 女子高生探偵 鈴木園子の事件簿（東田直也）

2009年
- OVA うたわれるもの（ベナウィ）
- 少女ファイト（由良木龍馬）
- ツバサ 春雷記（ファイ・D・フローライト）
- To LOVEる -とらぶる- OVA（弄光）※コミックス第13巻限定版に付属

2010年
- 機動戦士ガンダムUC（リディ・マーセナス）
- 今日、恋をはじめます（椿京汰）
- BLACK LAGOON Roberta's Blood Trail（ロック）
- 模型戦士ガンプラビルダーズ ビギニングG（ボリス・シャウアー）
- よんでますよ、アザゼルさん。（芥辺）※コミックス第4巻限定版付属DVD

2011年
- SUPERNATURAL: THE ANIMATION（ライアン）
- .hack//Quantum（Iyoten）
- FAIRY TAIL（ジェラール・フェルナンデス / ジークレイン、ミストガン）

2012年
- 史上最強の弟子ケンイチ（叶翔）※コミックス第46・47・53・54巻特装版付属DVD
- 華ヤカ哉、我ガ一族 キネトグラフ（工藤清志）
- HELLSING（ウォルター・C・ドルネーズ〈青年〉）

2013年
- To LOVEる -とらぶる- ダークネス（弄光泰三）※コミックス第9巻限定版に付属

2014年
- アベンジャーズ コンフィデンシャル: ブラック・ウィドウ & パニッシャー（アマデウス・チョ）
- 十三支演義 〜偃月三国伝〜 外伝 幽州幻夜（夏侯淵）

2015年
- 東京喰種トーキョーグール【JACK】（有馬貴将）
- ヒーローカンパニー（ブソウ・シュン）※コミックス第8巻特装版付属DVD

2016年
- 「英雄」解体（眼鏡）
- 監獄学園（ジョー〈根津譲二〉）※コミックス第20巻BD付き特装版

2018年
- ReLIFE"完結編"（朝地信長）
- ルパン三世 ルパンは今も燃えているか?（石川五ェ門）
- ブラッククローバー オール魔法騎士感謝祭（ジャック・ザリッパー） - ジャンプスペシャルアニメフェスタ2018上映作品

2021年
- ストライク・ザ・ブラッド IV（カイン）
- Fate/Grand Carnival（諸葛孔明〔エルメロイⅡ世〕）

2022年
- 無職転生 〜異世界行ったら本気だす〜「エリスのゴブリン討伐」（ルイジェルド・スペルディア） - TV未放送エピソード

2023年
- スタンドマイヒーローズ WARMTH OF MEMORIES（今大路峻）

### Webアニメ
2000年代
- 幕末機関説 いろはにほへと（2006年、秋月耀次郎）
- ヘタリアシリーズ（2009年 - 2021年、イタリア〈ヴェネチアーノ / ロマーノ〉、イタリア猫 、ロマーノ猫、イタリアもち、ロマーノもち 他） - 7シリーズ

2010年代
- Double Circle（2013年、エム）
- 神羅万象〜天地神明の章〜（2014年、リュウガ）
- カレバカ〜吾輩ノ彼ハ馬鹿でR〜（2015年、二ノ宮ポン太）
- 弱酸性ミリオンアーサー（2015年 - 2016年、ガウェイン、モブA）
- 異世界居酒屋〜古都アイテーリアの居酒屋のぶ〜（2018年、ヨハン＝グスタフ）
- ゴルゴ13×外務省 海外安全対策マニュアル（2018年、古山、二村会長、潜水艦館長）
- バトルスピリッツ サーガブレイヴ（2019年 - 2020年、月光のバローネ）
- ケンガンアシュラ（2019年 - 2023年、桐生刹那） - 3シリーズ
- 機甲英雄 機鬥勇者 日本語版（2019年、波嵐、旁白）

2020年代
- 虫籠のカガステル（2020年、グリフィス）
- とーとつにエジプト神（2021年、クヌム）
- バトルスピリッツ 赫盟のガレット（2021年、バローネ）
- シャーリー 私を守る君を、守りたいから。（2020年、ナレーション）
- かいけつゾロリと水のおひめさま（2022年、ブルーノ）
- ROLY POLY PEOPLES（2022年 - 2023年、ポチー）
- ルパン三世VSキャッツ・アイ（2023年、石川五ェ門）
- 終末のワルキューレII（2023年、ベルゼブブ）
- 陰陽師（2023年、安倍晴明）
- 君に届け 3RD SEASON（2024年、風早翔太）
- LUPIN THE IIIRD 銭形と2人のルパン（2025年、石川五ェ門）

### ゲーム
時期不詳
- ロード・オブ・ザ・リング シリーズ（フロド・バギンズ）

1999年
- ロマンシア（ファン＝フレディ）

2001年
- グローランサーIII（スレイン・ウィルダー、グレイ・ギルバート）

2002年
- パンツァードラグーン オルタ（モボ）

2003年
- グローランサー デジタルアクセサリー 〜英雄の帰還〜（スレイン・ウィルダー）
- 白中探険部（藤枝隆弘）
- みんなの王子様（鳳長太郎）
- 遊☆戯☆王デュエルモンスターズ8 破滅の大邪神（梶木漁太）

2004年
- アンジェリーク エトワール（聖獣の風の守護聖ユーイ）
- SDガンダムフォース 大決戦! 次元海賊デ・スカール!!（ガンイーグル）
- 最遊記RELOAD GUNLOCK（カミサマ）
- サクラ大戦物語 〜ミステリアス巴里〜（明智小次郎）
- テニスの王子様（2004年 - 2009年、鳳長太郎） - 7作品
- HARD LUCK（マックス・ブロデリック）
- ぼくとわたしの恋愛事情（ルツ）

2005年
- GANTZ（玄野計）
- キノの旅II -the Beautiful World-（セイ）
- 喧嘩番長（田中ヤスオ）
- GENJI（源九郎義経）
- 新世紀勇者大戦（ガリオ・ソーンブラ）
- 新選組群狼伝（藤堂平助）
- スター・ウォーズ エピソード3/シスの復讐（アナキン・スカイウォーカー）
- VM JAPAN（異邦人 ロレンソ）
- BECK THE GAME（田中幸雄）
- わがまま☆フェアリー ミルモでポン! どきどきメモリアルパニック（結木摂）

2006年
- うたわれるもの 散りゆく者への子守唄（ベナウィ）
- 乙女的恋革命★ラブレボ!!（神城綾人）
- 機動戦士ガンダム クライマックスU.C.（二代目主人公男A）
- GENJI -神威奏乱-（源九郎義経）
- 幻想水滸伝V（主人公声A、ユーラム・バロウズ、ニック、エルンスト）
- 戦国BASARA シリーズ（2006年 - 2011年、宮本武蔵） - 4作品
- ツバサ・クロニクル Vol.2（ファイ・D・フローライト）
- 転生八犬士封魔録（坂下那智）
- .hack//G.U.（2006年 - 2007年、ヘテロ、Iyoten） - 2作品
- バテン・カイトスII 始まりの翼と神々の嗣子（サギ）
- 緋色の欠片（狐邑祐一）
- BLEACH 〜ヒート・ザ・ソウル3〜（ウルキオラ・シファー）
- BLEACH Wii 白刃きらめく輪舞曲（ウルキオラ・シファー）
- ブルードラゴン（ジブラル王）
- 魔砲使い黒姫（零）

2007年
- Another Century's Episode 3 THE FINAL（バレル・オーランド、ベルクト）
- SDガンダム GGENERATION（2007年 - 2025年、『0080』ナレーション、カツ・コバヤシ〈SPIRITS - 〉、リディ・マーセナス、ミハエル・トリニティ、ボリス・シャウアー、マイキャラクター男性9〈GENESIS〉） - 8作品
- エンジェル・プロファイル（ミカエル）
- オーディンスフィア（コルネリウス）
- オトメディウス（エモン・5）
- 喧嘩番長2 フルスロットル（如月亮）
- 緋色の欠片 〜あの空の下で〜（狐邑祐一）
- 翡翠の雫 緋色の欠片2（狐邑祐一）
- BLEACH 〜ヒート・ザ・ソウル4〜（ウルキオラ・シファー）
- BLEACH 〜ブレイド・バトラーズ2nd〜（ウルキオラ・シファー）
- マナケミア 〜学園の錬金術士たち〜（もう一人のヴェイン）
- リゼルクロス（アイル）

2008年
- 赤い糸 DS（篠崎悠哉）
- 家庭教師ヒットマンREBORN! 禁断の闇のデルタ（ボンゴレI世）
- 機動戦士ガンダム00（ミハエル・トリニティ）
- クリムゾン・エンパイア〜Circumstance to serve a noble〜（オランヌ＝バルソーラ）
- 侍道3（主人公）
- 白騎士物語 -古の鼓動-（レナード）
- スーパーロボット大戦Z（カツ・コバヤシ）
- スターオーシャン2 Second Evolution（クロード・C・ケニー）
- 蒼黒の楔 緋色の欠片3（狐邑祐一）
- 大乱闘スマッシュブラザーズシリーズ（2008年 - 2018年、ルカリオ、ミミッキュ） - 4作品
- DUEL LOVE 恋する乙女は勝利の女神（結城仁）
- BLEACH The 3rd Phantom（ウルキオラ・シファー）
- BLEACH 〜ソウル・カーニバル〜（ウルキオラ・シファー）
- BLEACH バーサス・クルセイド（ウルキオラ・シファー）
- BLEACH 〜ヒート・ザ・ソウル5〜（ウルキオラ・シファー）
- プリンス・オブ・ペルシャ（プリンス〈吹き替え〉）
- ペルソナ4（主人公）

2009年
- 遠隔捜査 -真実への23日間-（七芝伊月）
- 君に届け 〜育てる想い〜（風早翔太）
- クリムゾン・ロワイヤル〜Circumstance to serve a noble〜（オランヌ＝バルソーラ）
- サイキン恋シテル?（加賀美怜）
- サイバーダイバー（レンジャー）
- テイルズ オブ グレイセス（リチャード）
- 電撃学園RPG Cross of Venus（浅羽直之）
- ヒイロノカケラ 新玉依姫伝承（狐邑怜）
- Bloody Call（カイン）
- BLEACH DS 4th フレイム・ブリンガー（ウルキオラ・シファー）
- BLEACH 〜ソウル・カーニバル2〜（ウルキオラ・シファー）
- BLEACH 〜ヒート・ザ・ソウル6〜（ウルキオラ・シファー）
- ONE PIECE アンリミテッドクルーズ エピソード2 -目覚める勇者-（ユースタス・キッド）
- ONE PIECE ワンピーベリーマッチW（ユースタス・キッド）

2010年
- エストポリス（ハイデッカ）
- 乙女的恋革命★ラブレボ!! Portable（神城綾人）
- 機動戦士ガンダム エクストリームバーサス（2010年 - 2016年、ミハエル・トリニティ、リディ・マーセナス、ゼラ・ギンス） - 5作品
- キングダム 一騎闘千の剣（李牧）
- CLOCK ZERO 〜終焉の一秒〜（海棠鷹斗 / 神賀旭）
- コール オブ デューティ ブラックオプス（ジョゼフ・ボウマン兵曹長）
- サモンナイトグランテーゼ 滅びの剣と約束の騎士（アスナージ）
- 斬撃のREGINLEIV（フレイ）
- 白騎士物語 -光と闇の覚醒-（レナード）
- スカーレッドライダーゼクス（レスポール）
- STORM LOVER（2010年 - 2011年、猪狩澪） - 2作品
- Tartaros-タルタロス-（クロモド）
- テイルズ オブ グレイセス エフ（リチャード）
- .hack//Link（Iyoten、アダマス）
- ドラゴンネスト（クレリック）
- 忍たま乱太郎 学年対抗戦パズル!の段（斉藤タカ丸）
- FAIRY TAIL PORTABLE GUILD（ミストガン、教主）
- B's-LOG パーティー♪（神城綾人、狐邑祐一）
- BLEACH 〜ヒート・ザ・ソウル7〜（ウルキオラ・シファー）
- 魔法使いとご主人様 New Ground〜Wizard and the master〜（オランヌ＝バルソーラ）
- 雅恋 〜MIYAKO〜（和泉）
- ONE PIECE ギガントバトル!（ユースタス・キッド）

2011年
- 学園ヘタリア Portable / DS（2011年 - 2012年、イタリア、ロマーノ） - 2作品
- 籠の中のアリシス（ウィリアム）
- ガチトラ! 〜暴れん坊教師 in High School〜（石川翔）
- 君に届け 〜伝えるキモチ〜（風早翔太）
- CLOCK ZERO 〜終焉の一秒〜 Portable（海棠鷹斗 / 神賀旭）
- スカーレッドライダーゼクス -STARDUST LOVERS-（レスポール）
- Starry☆Sky 〜after summer〜（矢来射弦）
- 第2次スーパーロボット大戦Z 破界篇（ミハエル・トリニティ）
- テニスの王子様 ぎゅっと! ドキドキサバイバル 海と山のLove Passion（鳳長太郎）
- TOKYOヤマノテBOYS HONEY MILK（琉堂イエス）
- TOKYOヤマノテBOYS SUPER MINT（琉堂イエス）
- TOKYOヤマノテBOYS DARK CHERRY（琉堂イエス）
- 緋色の欠片 愛蔵版 〜あかねいろの追憶〜（狐邑祐一）
- ヒイロノカケラ 新玉依姫伝承 ―Piece of Future―（狐邑怜）
- FAIRY TAIL PORTABLE GUILD 2（ミストガン、ジェラール）
- BLEACH ソウル・イグニッション（ウルキオラ・シファー）
- 雅恋 〜MIYAKO〜 月詠の夢（和泉）
- ONE PIECE ギガントバトル! 2 新世界（ユースタス・キッド）

2012年
- アーマード・コアV（RD）
- アサシン クリード III（コナー / ラドンハゲードン）
- アサシン クリード III レディ リバティ（コナー / ラドンハゲードン）
- unENDing Bloody Call（カイン）
- イース セルセタの樹海（オズマ）
- 逢魔時〜怪談ロマンス〜（由良城閨悟）
- 拡散性ミリオンアーサー（ガウェイン）
- キミカレ〜新学期〜（結城隆）
- クロヒョウ2 龍が如く 阿修羅編（九鬼隆昌）
- 十三支演義 〜偃月三国伝〜（夏侯淵）
- スカーレッドライダーゼクスI + FD ポータブル（レスポール）
- スクール・ウォーズ（氏家樹）
- STORM LOVER 快!!（猪狩澪）
- 蒼黒の楔 緋色の欠片3 明日への扉（狐邑祐一）
- TOKYOヤマノテBOYS SWEET JELLY BEANS（琉堂イエス）
- TOKYOヤマノテBOYS PURE RASPBERRY（琉堂イエス）
- Dragon Age II（ホーク〈男〉）
- HUNTER×HUNTER ワンダーアドベンチャー（ヒソカ＝モロウ）
- ヒーローズファンタジア（レッド）
- FAIRY TAIL ゼレフ覚醒（ジェラール・フェルナンデス、ミストガン）
- BROTHERS CONFLICT PASSION PINK（朝日奈祈織）
- PROJECT X ZONE（毒島力也）
- ペルソナ4 ジ・アルティメット イン マヨナカアリーナ（主人公〈鳴上悠〉）
- ペルソナ4 ザ・ゴールデン（主人公）
- 雅恋 〜MIYAKO〜 あわゆきのうたげ（和泉）
- ルーンファクトリー4（ビシュナル）
- とびたて!超時空トラぶる花札大作戦（ウェイバー・ベルベット）

2013年
- アサシン クリード IV ブラック フラッグ（コナー/ラドンハゲードン）
- 裏語 薄桜鬼（久坂玄瑞）
- オカルトメイデン
- 乙女的恋革命★ラブレボ!! 100kgからはじまる→恋物語（神城綾人）
- 恋花デイズ（早乙女椿）
- ゴッドイーター2（ジュリウス・ヴィスコンティ）
- ジョジョの奇妙な冒険 オールスターバトル（ジョルノ・ジョバァーナ）
- スクール・ウォーズ〜卒業戦線〜（氏家樹）
- STORM LOVER 2nd（猪狩澪）
- 黄昏時〜怪談ロマンス〜（由良城閨悟）
- ダンボール戦機ウォーズ（東郷リクヤ）
- デーモントライヴ（ジャック）
- TOKYOヤマノテBOYS Portable DARK CHERRY（琉堂イエス）
- ドットカレシ-We're 8bit Lovers!- I 〜でんせつのおとめ〜（ゆうしゃ）
- Dragon's Dogma Dark Arisen（ジュリアン）
- バイオハザード6 Special Package（ジェイク・ミューラー）
- 花咲くまにまに（倉間楓）
- BROTHERS CONFLICT BRILLIANT BLUE（朝日奈祈織）
- ペルソナ4 ジ・アルティマックス ウルトラスープレックスホールド（主人公〈鳴上悠〉）
- 明治東亰恋伽（森鷗外）
- 嫁コレ（伊佐那社、枇々木丈）

2014年
- いざ、出陣!恋戦 第二幕〜甲斐編〜（真田幸村）
- 裏語 薄桜鬼 〜暁の調べ〜（久坂玄瑞）
- 王子様のプロポーズ Love Tiara（ジョシュア・リーベン）
- グランブルーファンタジー（2014年 - 2025年、サルナーン、マーリン、ヒソカ）
- クローバー図書館の住人たち（一樹）
- 学園K -Wonderful School Days-（伊佐那社）
- 恋人は専属SP Love Mission（黒澤透）
- 里見八犬伝 八珠之記（犬田小文吾）
- 里見八犬伝 浜路姫之記（犬田小文吾）
- 三国志パズル大戦（李厳）
- ジェイスターズ ビクトリーバーサス（ヒソカ）
- 十三支演義 〜偃月三国伝2〜（夏侯淵）
- 新・世界樹の迷宮2 ファフニールの騎士（フラヴィオ）
- スーパーヒーロージェネレーション（バンシィ・ノルン）
- 第3次スーパーロボット大戦Z 時獄篇 / 天獄篇（2014年 - 2015年、カツ・コバヤシ、リディ・マーセナス、レナード・テスタロッサ、シュレード・エラン） - 2作品
- ハイキュー!! 繋げ!頂の景色!!（及川徹）
- はじめの一歩（板垣学）
- ファンタシースター ノヴァ（レイヴァン）
- Fate/hollow ataraxia（ウェイバー）
- ベヨネッタ（ルカ・レッドグレイヴ）※Wii U版
- ベヨネッタ2（ルカ・レッドグレイヴ）
- ペルソナQ シャドウ オブ ザ ラビリンス（P4主人公）
- 放課後colorful＊step 〜ぶんかぶ!〜（芦澤伊織）
- 魔女のニーナとツチクレの戦士（アルト）
- 魔装詠唱バトルスター（黒須ヨダカ）
- 魔法少女大戦 ZANBATSU（山田）
- 流線系エンカウンター 2nd Season（ツァイス）
- ONE PIECE 超グランドバトル! X（ユースタス・キッド）
- ONE PIECE ワンピースキングス（ユースタス・キッド）

2015年
- アルスラーン戦記×無双（ナルサス）
- E:RObotts（塔宮麗）
- Vamwolf Cross†（蒼井修一）
- うたわれるもの 偽りの仮面（ベナウィ）
- 学園K -Wonderful School Days- V Edition（伊佐那社）
- CLOCK ZERO 〜終焉の一秒〜 ExTime（海棠鷹斗 / 神賀旭）
- クローバー図書館の住人たちII（一樹）
- ゴッドイーター2 レイジバースト（ジュリウス・ヴィスコンティ）
- ザクセスヘブン（狩竜院絶斗）
- 里見八犬伝 村雨丸之記（犬田小文吾）
- 白猫プロジェクト（2015年 - 2016年、レザール・グランジュ、ヒソカ＝モロウ）
- ジョジョの奇妙な冒険 アイズオブヘブン（ジョルノ・ジョバァーナ）
- 新テニスの王子様 〜Go to the top〜（鳳長太郎）
- スーパーロボット大戦BX（ゼラ・ギンス、リディ・マーセナス）
- スカーレッドライダーゼクス Rev.（レスポール）
- 絶対階級学園〜Eden with roses and phantasm〜（鷹嶺陸）
- ゼノブレイドクロス（アバターボイス〈軍人〉）
- セブンスドラゴンIII code:VFD
- 戦魂-SENTAMA-（羽柴秀吉、風魔小太郎）
- 艶が〜る プレミアム（土方歳三）
- デビルサバイバー2 ブレイクレコード（ジュンゴ / 鳥居純吾）
- Fate/Grand Order（2015年 - 2022年、諸葛孔明〔エルメロイII世〕、宝蔵院胤舜） - 2作品
- ブレイブリーセカンド（ユウ・ゼネオルシア）
- ペルソナ4 ダンシング・オールナイト（主人公〈鳴上悠〉）
- 明治東亰恋伽 トワヰライト・キス（森鴎外）
- モンスターストライク（2015年 - 2024年、石川五ェ門、ヒソカ、ウルキオラ・シファー、太刀川慶、ユースタス・キッド、鋼鐵塚蛍、呉鳳明、脹相）
- 夢王国と眠れる100人の王子様（ディオン、澄快）
- ROOT∞REXX（神崎馨）
- レンドフルール（ルイ）

2016年
- 茜さすセカイでキミと詠う（中島敦）
- アルスラーン戦記 戦士の資格（ナルサス）
- 一血卍傑-ONLINE-（スサノヲ）
- オーディンスフィア レイヴスラシル（コルネリウス）
- オルタンシア・サーガ -蒼の騎士団-（ナルサス）
- 怪盗夜想曲 〜ファントムノクターン〜（エージェント・シリウス）
- Collar×Malice（笹塚尊）
- 逆転裁判6（ナユタ・サードマディ）
- クロバラノワルキューレ（白峰アサヒ）
- ゴッドオブハイスクール【神スク】（石川翔）
- スタンドマイヒーローズ（今大路峻）
- スターオーシャン:アナムネシス（クロード・C・ケニー、鳴上悠）
- セブンナイツ（エバン）
- 蒼空のリベラシオン（キース）
- ダンストリップス（日向樹）
- デジモンワールド -next 0rder-（タオモン）
- 天下統一恋の乱 Love Ballad（上杉謙信）
- 刀剣乱舞-ONLINE-（大典太光世）
- トライリンク 光の女神と七魔獣（メイビウス、ローダ）
- ハイキュー!! Cross team match!（及川徹）
- 灰鷹のサイケデリカ（ヒュー）
- ベイブレードバースト（黒鉄善九郎〈ザック〉）
- 明治東亰恋伽 Full Moon（森鴎外）
- もし、この世界に神様がいるとするならば。（弓倉ネジ）

2017年
- 花朧 〜戦国伝乱奇〜（竹中半兵衛）
- 双星の陰陽師（土御門有馬）
- スーパーロボット大戦V（リディ・マーセナス、レナード・テスタロッサ）
- ニーア オートマタ（アダム）
- ドラえもん のび太の南極カチコチ大冒険（ヒャッコイ博士）
- グランマルシェの迷宮（ソル）
- ラジアントヒストリア パーフェクトクロノロジー（ディアス）
- ガンダムバーサス（ミハエル・トリニティ、リディ・マーセナス）
- 悠久のティアブレイド -Fragments of Memory-（デゾイド）
- 嘘月シャングリラ（ヘル）
- 蝶々事件ラブソディック（神藤理智）
- ゼノブレイド2（サタヒコ）
- メギド72（ミカエル）

2018年
- ガールフレンド（仮）（悪チョコ男）
- 銀魂乱舞（徳川〈一橋〉喜々）
- 文豪とアルケミスト（夢野久作）
- BLAZBLUE CROSS TAG BATTLE（鳴上悠）
- フルメタル・パニック！ 戦うフー・デアーズ・ウィンズ（レナード・テスタロッサ）
- CARAVAN STORIES（ルーファス、蒼月ルーファス）
- 京刀のナユタ（佐前次也）
- DREAM!ing（伊野尾政親）
- CharadeManiacs（茅ヶ裂マモル）
- アークザラッド R（エルク）
- うたわれるもの斬 / 2（2018年 - 2021年、ベナウィ） - 2作品
- ファンタジーアース ジェネシス（ゼノ）
- ベイブレードバースト バトルゼロ（ザック）
- 機動戦士ガンダム エクストリームバーサス2（2018年 - 2025年、リディ・マーセナス、ゼラ・ギンス） - 4作品
- ペルソナQ2 ニュー シネマ ラビリンス（P4主人公）
- ぷよぷよ!!クエスト（P4主人公）
- サンドリヨンパリカ（黒禰＝スピネル）
- 夢間集（コンリン）

2019年
- クイズRPG 魔法使いと黒猫のウィズ（紅鬼ソウヤ）
- キングダム ハーツIII（ヤング・エラクゥス）
- JUMP FORCE（ヒソカ）
- 十三機兵防衛圏 プロローグ（関ヶ原瑛）
- SEKIRO: SHADOWS DIE TWICE（狼）
- Days Gone（レイモンド・"スキッゾ"・サルコジ）
- 私立ベルばら学園 〜ベルサイユのばらRe*imagination〜（清水イツキ）
- テイルズ オブ ザ レイズ（リチャード、クロード・C・ケニー）
- 北斗の拳 LEGENDS ReVIVE（バット）
- 剣が刻（繋々）
- 東京喰種: re 【CALL to EXIST】（有馬貴将）
- ペルソナ5 ザ・ロイヤル（自称特別捜査隊の少年） - DLC追加キャラクター
- うたわれるもの ロストフラグ（ベナウィ）
- ダンキラ!!! - Boys, be DANCING! -（八神創真）

2020年
- ロストディケイド（ジークフリート）
- ONE PIECE 海賊無双4（ユースタス・キッド）
- サンクタス戦記-GYEE-（プリアポス、リクラウ）
- 一騎当千 エクストラバースト（董卓仲穎）
- FAIRY TAIL（ジェラール・フェルナンデス）
- キャプテン翼 RISE OF NEW CHAMPIONS（ナレーション、片桐宗政）
- 聖闘士星矢 ライジングコスモ（蜥蜴星座・ミスティ）
- ポケモンマスターズEX（2020年 - 2024年、デンジ）
- スーパーロボット大戦DD（2020年 - 2024年、ミハエル・トリニティ、リディ・マーセナス、レナード・テスタロッサ）
- OCTOPATH TRAVELER 大陸の覇者（アーギュスト）
- 食物語（灯影牛肉）
- 共闘ことばRPG コトダマン（2020年 - 2023年、鳴上悠、バット、ヒソカ、及川徹、太刀川慶、鋼鐵塚蛍、灰谷蘭）
- エグゾスヒーローズ（レイケル）
- エンゲージソウルズ（ルーク）
- ONE PIECE トレジャークルーズ（ユースタス・キッド）

2021年
- バディミッション BOND（チェズレイ）
- ファイアーエムブレム ヒーローズ（レックス）
- はじめの一歩 FIGHTING SOULS（板垣学）
- オブザーバー：システムリダックス（ダニエル・ラザルスキ〈ルトガー・ハウアー〉）
- SCARLET NEXUS（カゲロウ・ダン）
- 君は雪間に希う（錦次）
- B-PROJECT 流星*ファンタジア（大黒修二）
- 鬼滅の刃 ヒノカミ血風譚（鋼鐵塚）
- BLAZBLUE ALTERNATIVE DARKWAR（カグラ＝ムツキ）
- セブンナイツ2（エバン）
- 機動戦士ガンダム U.C. ENGAGE（2021年 - 2022年、リディ・マーセナス）

2022年
- 乙女ゲームの破滅フラグしかない悪役令嬢に転生してしまった… 〜波乱を呼ぶ海賊〜（シルヴァ）
- 機動戦士ガンダム アーセナルベース（2022年 - 2025年、リディ・マーセナス、ミハエル・トリニティ）
- クッキーラン: キングダム（アフォガート味クッキー）
- バトルスピリッツ コネクテッドバトラーズ（月光のバローネ）
- SDガンダム バトルアライアンス（リディ・マーセナス、ゼラ・ギンス）
- ジョジョの奇妙な冒険 オールスターバトルR（ナルシソ・アナスイ）
- パズル&ドラゴンズ（ユースタス・キッド、ナルシソ・アナスイ）
- ポーカーチェイス（クリスティアン・ブラック〈進化前〉）
- ベヨネッタ3（ルカ）
- 東京リベンジャーズ ぱずりべ！全国制覇への道（灰谷蘭）

2023年
- ジョジョの奇妙な冒険 ラストサバイバー（ナルシソ・アナスイ）
- STAR OCEAN THE SECOND STORY R（クロード・C・ケニー）

2024年
- 呪術廻戦 戦華双乱（脹相）
- 妖怪ウォッチ ぷにぷに（2024年 - 2025年、灰谷蘭、ルイジェルド）
- カイジ外伝：激熱の街（一条聖也）
- 箱庭開拓 ハムスターと太陽の里（はむはむ）

2025年
- レーシングマスター（有馬貴将）
- BLEACH Rebirth of Souls（ウルキオラ・シファー）
- HUNDRED LINE -最終防衛学園-（面影歪）
- 東京放課後サモナーズ（ジャージーデビル）
- 勿ノ怪契リ（雅玖）
- みんなのGOLF WORLD（エッジ）
- 魔法使いの嫁 盛夏の幻と夢見る旅路（リンデル）

### ドラマCD
- 悪魔のミカタ（堂島コウ）
  - 悪魔のミカタ 第1章 非常識との遭遇
  - 悪魔のミカタ 第2章 優しい死人
  - 悪魔のミカタ 第3章 依頼の代償
- 阿佐ヶ谷Zippy（篠原一樹）
- 甘利先生の華麗なセミナー（真宮雄介）
- アルティマ ブラッド シリーズ（ジョセフィ・エイドリアン[437]）
  - アルティマ ブラッド 緋色のフォークロア ※ミニドラマCD付き限定版
  - アルティマ ブラッド 甘噛みだけじゃ半人前〜成り立てヴァンパイアは戦士志願〜
- アンジェリークシリーズ（ユーイ）
  - アンジェリーク エトワール YELLOW
  - アンジェリーク エトワール 〜聖地に吹く風〜
  - アンジェリーク エトワール　翠のオアシス
  - 恋する天使アンジェリーク オリジナルドラマCD カルセオリアの花〜聖獣編〜
- いざ、出陣!恋戦 第二幕 真田十勇士がゆく!〜河童編〜（真田幸村[438]）
- イタズラなKiss ドラマCD版（入江直樹）
- VANQUISH BROTHERS（マサムネ[439]）
- うたわれるものシリーズ（ベナウィ）
  - オリジナルドラマ〜トゥスクルの皇后〜
  - オリジナルドラマ〜トゥスクルの内乱〜
  - オリジナルドラマ〜トゥスクルの財宝〜
  - オリジナルドラマCD番外編 魁!!うたわれ学園
- 噂屋（上村滝太郎）
- エンジェル・プロファイル オリジナルドラマCD Boys.be ambitious! 前編・後編（ミカエル）
- ALL AROUND TYPE-MOON〜アーネンエルベの一日〜（観光客）
- お天気戦隊ハウウェザー2（ハロー）
  - お天気戦隊ハウウェザー 〜晴のち雨のち曇のち雪のち雷〜
  - お天気戦隊ハウウェザー 〜夏休みだよ!全員集合!〜
  - お天気戦隊ハウウェザー 〜お正月だよ！番組改編orz〜
  - お天気戦隊ハウウェザー （爆）
- 乙女ゲームの破滅フラグしかない悪役令嬢に転生してしまった… 〜波乱を呼ぶ海賊〜（シルヴァ）※限定版特典ドラマCD
- 乙女的恋革命★ラブレボ!!シリーズ（神城綾人）
  - 乙女的恋革命★ラブレボ!! 〜Second Stage〜
  - 乙女的恋革命★ラブレボ!! GO!GO!お見舞い大作戦
- おねがい☆ツインズ（神城麻郁）
- おれぼくシリーズ（九鬼透）
  - 俺にする？僕にする？3 〜体育倉庫で究極の選択!?〜[440]
  - 僕に決めた！九鬼のハッピーライフ。[441]
- 海賊と人魚（レオンハルト＝クロイツェル）
- カオシックルーン（源リョウガ）
- KATARU KARUTA 〜語るかるた〜（竜崎忍、近藤静夫）
- 神さまのいない日曜日（ハンプニー）
- 神様はじめました ドラマCD「鬼神と野狐の戯れ」（龍王・宿儺[442]）
- キスとDO-JIN! 〜王子様はカリスマ大手!?〜（高橋宏巳）
- 機動戦士ガンダムNT Blu-ray特典ドラマCD「獅子の帰還」（リディ・マーセナス[443]）
- 機動戦士ガンダムSEED FREEDOM Blu-ray特典ドラマCD「月光のワルキューレ」（ヨウラン・ケント[444]）
- ぎぶそん（ガク）
- キミとナイショの…今日から彼氏（キミカレ） シリーズ（結城隆）
  - 君とナイショの…今日から彼氏（キミカレ） ドラマCD
  - 君とナイショの…今日から彼氏（キミカレ） ドラマCD 〜ヒミツの温泉旅行〜
- 逆転裁判6 オリジナルドラマCD（ナユタ・サードマディ）
- 吟遊黙示録マイネリーベ wieder 青嵐の刻 ドラマCD 1（アルジャン王子）
- CLOCK ZERO 〜終焉の一秒〜 シリーズ（海棠鷹斗 / 神賀旭）
  - CLOCK ZERO 〜終焉の一秒〜 ドラマCD 〜正義の秘密戦隊ヘルズエンジェルズ 第613話 『黄昏の決戦』〜
  - CLOCK ZERO 〜終焉の一秒〜 ドラマCD 『それから』の記憶 〜ぼくらの中学生日記〜
- ケダモノ彼氏（佐伯[445]）※『マーガレット』11号付録
- 月刊少女野崎くん（若松博隆[446]）
- 恋人は同居人 1・2（御堂）
- 江〜戦姫〜（初）
- 胡鶴捕物帳 第壱・弐巻（千渡胡鶴）
- ゴミ溜めPEACE（ピース・ハーウェル）
- 殺し屋さん（殺し屋さん）
- 彩雲国物語シリーズ（杜影月/陽月）
- 最遊記RELOAD カミサマ篇（カミサマ）
- SACRIFICE Vol.3（八神アラン[447]）
- 沙漠の国の物語〜楽園の種子〜（ジゼット）
- サムライドライブ（須賀谷泉秋）
- さらい屋 五葉 ドラマCD（秋津政之助）
- JIHAI〜磁海〜シリーズ（アオイ）
  - JIHAI〜磁海〜
  - JIHAI〜磁海〜 Second Code
  - JIHAI〜磁海〜 Third World
  - JIHAI〜磁海〜 Another Pain
- ジャポニズム47（東京〈多摩地区〉、新島）
- 十三支演義 〜偃月三国伝〜 ドラマCD The Sweetheart of Three Kingdom 〜深夜城の宴〜（夏侯淵）
- 少女ファイト（由良木龍馬）
  - コミックス第5巻 特装版付属
  - ドラマCD 野良犬たちのおもいで
- スーパーメイドちるみさん（原田大樹）
- STORM LOVER シリーズ（猪狩澪）
  - STORM LOVER 〜セントルイス・ハイ 執事喫茶で大騒動!?〜
  - STORM LOVER 〜My Funny Valentine〜
- すぱすぱ（柄杜樹）
- S・A（雑賀八尋）
- 住めば都のコスモス荘 すっとこ大戦ドッコイダー（桜咲鈴雄〈ドッコイダー〉）
- スペシャル♥ドラマCD 「声優かっ!」（財前ミッチェル）※『花とゆめ』2010年4号付録
- セイント・バトラーズ 菫の大公と黒の家令（マックス）
- セイント・ビーストシリーズ（巫覡のタケル）
  - セイント・ビースト ドラマCD vol.5 SEVEN〜大罪〜
  - セイント・ビースト ドラマCD vol.6 SATISFACTION〜贖罪〜
  - セイント・ビースト ドラマCD vol.7 CONVICTION〜浄罪〜
  - セイント・ビースト ドラマCD 悠久の章〜楽園喪失〜 3
  - セイント・ビースト ドラマCD エンジェルクロニクルズ1 覚醒〜めざめ〜
  - セイント・ビースト 心模様〜For You〜 「素顔のままで微笑んで」
- 07-GHOSTシリーズ（ミカゲ）
  - 07-GHOST〜第7区〜
  - 07-GHOST〜ミカエル〜
  - アニメ 07-GHOST ドラマCD 第1・2巻
- Serengeti 第1巻（小鳥遊櫻[448]）
- DAISUKE! シリーズ（若葉ダイスケ）
  - DAISUKE! 〜冬の有明で出会ったキミへ〜
  - DAISUKE! 〜聖なるバレインタインと、キミだけのボクら〜
  - DAISUKE! 〜戦慄のバースデー!リベンジに来たアイツ〜
  - DAISUKE! Winter Lover 〜忘れられないキミと、雪の彼方へ〜
- 宝島（オーディオ・ドラマ名作選CD）（ジム・ホーキンズ）
- 長州ファイブ 上・下巻（山尾庸三）
- ツバサ・クロニクル ドラマ&キャラソンアルバム『王宮のマチネ』三部作（ファイ・D・フローライト）
  - Chapter.2 〜ありえないゴール〜 エンディングテーマ「smile」
- DUEL LOVE 恋する乙女は勝利の女神 オリジナルドラマCD 恋する王子は勝利のヘブン（結城仁）
- バラエティCD 天下一★戦国LOVERS -越後の花-（上杉謙信）
- 天使のボディーガード（惣領星丸）
- 天才ファミリー・カンパニー 1・2（田中春）
- 転生八犬士封魔録（坂下那智）
- TOKYOヤマノテBOYS RED HOT ICE CREAM（琉堂イエス）
  - TOKYOヤマノテBOYS 〜Secret.2〜 ナイショの束縛王子（ジェラシープリンス）（琉堂イエス）
- 東方妖遊記 -少年王と第一の盟約-（累焔）
- DOLLS（上條璃宮）
- 「刻の男組（ときのスーパーヒーロー）」第4弾「チビッコ☆一寸法師」（赤鬼、ナレーション）
- となりの怪物くん（山口賢二〈ヤマケン〉）※単行本7巻特装版付属CD
- ドラゴンネスト ドラマCD（エスター）
- TRIP TREK大切なおともだち（立花蓮）
- 隠の王 ドラマCD 『夏休み、別荘地盗難事件編』（雲平・帷・デュランダル）
- 忍たま乱太郎 シリーズ（斉藤タカ丸）
  - 忍たま乱太郎 ドラマCD 二の段
  - 忍たま乱太郎 ドラマCD 作法委員会の段
  - 忍たま乱太郎 ドラマCD 火薬委員会の段
  - 忍たま乱太郎 ドラマCD 四年生の段
  - 忍たま乱太郎 ドラマCD は組の段〜中巻〜
- 盗んで♥リ・リ・ス（ミッシェル・コラーディ）
- Party（藤沢行人）
- varnish〜キレイのサプリ〜（安芸祥平）
- ハイガクラ シリーズ（一葉）
  - ハイガクラ
  - ハイガクラ〜吉里吉里舞〜
- 伯爵家御用達（御坊真澄）
- パフェちっく!（新保壱）
- 薔薇王の葬列（ヘンリー6世[449]）
- パラ☆ラボ放送局 ドラマ&DJCD 第1巻（立浪伊吹）
- B型H系（松尾大佑）
- 緋色の欠片 シリーズ（孤邑祐一）
  - Dramatic CD Collection 緋色の欠片 壱・弐
  - 緋色の欠片 ドラマCD 〜桜花の蛍〜
  - 緋色の欠片 ドラマCD「魔術師に捧げる手記」
  - 蒼黒の楔 緋色の欠片3オトメイトCD BOOK 蒼黒の楔 緋色の欠片3 外伝
  - Dramatic CD Collection 蒼黒の楔 緋色の欠片3
- ヒイロノカケラ 新玉依姫伝承 ドラマCD 【諏訪プロデュース・守護者育成計画】（狐邑怜）
- 独り占めシリーズ vol.5 秘密めいたブティックで…… デザイナー兼ショップオーナー （吉野鷲哉＆鷹哉）
- 封殺鬼（三沢成樹）
- Fate/Grand Order アンソロジードラマCD The Blue Bird（諸葛孔明〈エルメロイII世〉）※『コンプティーク』2016年4月号付録
- Fate/Zero（ウェイバー・ベルベット）
- BROTHERS CONFLICT シリーズ（朝日奈祈織）
  - BROTHERS CONFLICT キャラクターCD (3) with 侑介&祈織
  - BROTHERS CONFLICT ドラマCD 兄弟（おれ）たちの日常
  - BROTHERS CONFLICT キャラクターCD 2ndシリーズ (3) with 祈織&風斗
- Bloody Call ドラマCD・I 〜NEDE編〜（カイン）
- ヘタリア（イタリア＝ヴェネチアーノ）
  - ドラマCD ヘタリア×羊でおやすみシリーズ Vol.1（イタリア〈ヴェネチアーノ・ロマーノ〉）
- ペルソナ4 ドラマCD Vor.1 - 3（主人公）
- マイカレ（桜木慎）
- 魔性の子（五反田）
- ドラマCD マフィアな★ダーリン（及川陽向）
- めいこい音声劇場「明治東亰恋逢」〜鴎外・五郎編〜 （森鷗外）
- バトスピ大好きスペシャルデッキ&ドラマセット2 ドラマCD「異界見聞録 完結編」（火吹きメルト、呪王ドラゴナーガ）
- メガネブ! シリーズ（木全隼人）
  - メガネブ! ドラマCD Vol.1
  - メガネブ! ドラマCD Vol.2 スケスケメガネについて本気出して考えてみた
  - メガネブ! ドラマCD Vol.3 愛か世界かスケスケメガネか?!
- Messiah メサイア（五条颯真）
  - Liar Night〜ライアー・ナイト〜※『Newtype Romance ニュータイプ・ロマンス』 2010 SPRING 応募者全員サービス
  - Christmas Trap〜クリスマス・トラップ〜※『VOICE Newtype ボイスニュータイプ』 No.037 応募者全員サービス
- 八雲立つ 音盤物語・新音盤物語（七地健生）
- LIP ON MY PRINCE vol.1 セイヤ 〜はげしい炎のKISS〜（北乃聖也[450]）
  - MOTTO♥LIP ON MY PRINCE VOL.3 セイヤ 〜もえあがる炎のKISS〜（北乃聖也[451]）
- ROOT∞REXX Vol.1（神崎馨[452]）
- レイン 雨の日に生まれた戦士（ラルファス・ジュリアード・サンクワール〈ラルファス・ジュリアード・ジェルヴェール〉）
- わがまま☆フェアリー ミルモでポン! ちゃあみんぐ（結木摂）
- 新撰組北翔伝 晨星落落 第三巻（相馬主計）
- 青空の卵（坂木司[453]）※未発売

### ラジオドラマ
- 悪魔城ドラキュラX 追憶の夜想曲（KONAMI STATION：アレクシス）
- あさひるばん ビギニング（板東欽三〈ばん〉[454]）

### 吹き替え

#### 担当俳優
イライジャ・ウッド
- エターナル・サンシャイン（パトリック）
- グランドピアノ 狙われた黒鍵（トム・セルズニック）
- この世に私の居場所なんてない（トニー）
- ゾンビスクール!（クリント・ハドソン）
- 9 〜9番目の奇妙な人形〜（9）
- フーリガン（マット・バックナー）
- プライス 戦慄の報酬（ノーヴアル）
- BOBBY（ウィリアム・エイバリー）
- ホビット 思いがけない冒険（フロド・バギンズ）
- マニアック（フランク）
- ラスト・ウィッチ・ハンター（37代目ドーラン）
- ロード・オブ・ザ・リング三部作（フロド・バギンズ）
  - ロード・オブ・ザ・リング
  - ロード・オブ・ザ・リング/二つの塔
  - ロード・オブ・ザ・リング/王の帰還

ウー・ジン
- SHAOLIN 少林三十六房（方世玉）
- 超酔拳（タク）
- 天上の剣 The Legend of ZU（廉刑）

エドワード・ファーロング
- I love ペッカー（ペッカー）
- アメリカン・ヒストリーX（ダニー）
- クロウ/真・飛翔伝説（ジミー）
- ターミネーター2（ジョン・コナー）※フジテレビ版

ガエル・ガルシア・ベルナル
- ジュリエットからの手紙（ヴィクター）
- Dot the i ドット・ジ・アイ（キット）
- リミッツ・オブ・コントロール（メキシコ人）
- 恋愛睡眠のすすめ（ステファン・ミルー）

ケヴィン・ゼガーズ
- クライモリ（エヴァン）
- 天才チンパンジー ジャック アイスホッケーの友情（スティーヴン・ウェストオーヴァー）
- ドーン・オブ・ザ・デッド（テリー）
- トランスアメリカ（トビー）

ジェイミー・ベル
- タンタンの冒険/ユニコーン号の秘密（タンタン）
- ディファイアンス（アザエル・ビエルスキ）
- デス・フロント（チャーリー・シェイクスピア）

ジャスティン・ティンバーレイク
- ステイ・フレンズ（ディラン）
- ソーシャル・ネットワーク（ショーン・パーカー）
- TIME/タイム（ウィル・サラス）※劇場公開版、スターチャンネル版
- パーマー（エディ・パーマー）
- バッド・ティーチャー（スコット・デラコート）
- ブラック・スネーク・モーン（ロニー）
- ランナーランナー（リッチー・ファースト）
- レプタイル -蜥蜴-（ウィル）

ジョー・ジョナス
- キャンプ・ロック（シェーン・グレイ）
  - キャンプ・ロック2 ファイナル・ジャム

- ジョナス（ジョー・ルーカス）
  - ジョナス in L.A.

ジョン・チョー
- エクソシスト 孤島の悪魔（アンディ）
- search/サーチ（デヴィッド・キム）
- ザ・グラッジ 死霊の棲む屋敷（ピーター・スペンサー）
- スター・トレックシリーズ（ヒカル・スールー / ミスター・加藤）
  - スター・トレック
  - スター・トレック イントゥ・ダークネス
  - スター・トレック BEYOND

タレク・ブダリ
- シティーコップ 余命30日?!のヒーロー（ライアン）
- シティーハンター THE MOVIE 史上最香のミッション（パンチョ）
- バッドマン 史上最低のスーパーヒーロー（アダム）

チャド・マイケル・マーレイ
- クリスマスキューピッド（パトリック）
- サバイバル・シティ（エリック）
- シンデレラ・ストーリー（オースティン）
- ドント・サレンダー 進撃の要塞（バルザリー）
- フォーチュン・クッキー（ジェイク）
  - シャッフル・フライデー

トニー・ジャー
- エクスペンダブルズ ニューブラッド（デーシャ）
- ダブル・マックス（スーパーマーケット・ファイター）
- 唐人街探偵 東京MISSION（ジャック・ジャー）
- トム・ヤム・クン!（カーム）
- ドラゴン×マッハ!（チャイ）
- トリプルX:再起動（タロン）
- トリプル・スレット（パユ）
- マッハ!!!!!!!!（ティン）
  - マッハ!弐
  - マッハ!参

- マッハ!無限大（カーム）
- ワイルド・スピード SKY MISSION（キエット）

ニコラス・ツェー
- ゴッド・ギャンブラー レジェンド（クール）
- 孫文の義士団（アスー）
- ビースト・ストーカー/証人（トン・フェイ刑事）
- ファイアー・レスキュー（サム）
- プロジェクトBB（警備員A）
- 香港国際警察/NEW POLICE STORY（“巡査1667”ことシウホン）
- 密告・者（ホー・サイフイ）

パク・ユチョン
- 会いたい（ハン・ジョンウ）
- 海にかかる霧（ドンシク）
- トキメキ☆成均館スキャンダル（イ・ソンジュン）
- ミス・リプリー（ソン・ユヒョン / ユタカ）
- 屋根部屋のプリンス（イ・ガク / ヨン・テヨン）

ヘイデン・クリステンセン（本人公認）
- 海辺の家（サム・モンロー）
- ザ・レジェンド（ジェイコブ）
- ジャンパー（デヴィッド・ライス）※劇場公開版、テレビ朝日版
- スター・ウォーズシリーズ（アナキン・スカイウォーカー）
  - スター・ウォーズ エピソード2/クローンの攻撃
  - スター・ウォーズ エピソード3/シスの復讐
  - スター・ウォーズ/スカイウォーカーの夜明け
  - オビ＝ワン・ケノービ
  - アソーカ

- テイカーズ（A.J.）
- ハッピーシェフ! 恋するライバル（レオ・カンポリ）
- ファースト・キル（ウィル）
- リセット（ルーク）

レオナルド・ディカプリオ
- あのころ僕らは（デレク）
- アビエイター（ハワード・ヒューズ）
- インセプション（ドム・コブ）※テレビ朝日版
- ブラッド・ダイヤモンド（ダニー・アーチャー）
- レボリューショナリー・ロード/燃え尽きるまで（フランク・ウィーラー）
- ロミオ+ジュリエット（ロミオ）※テレビ朝日版

#### 映画
- アイガー北壁（アンディ・ヒンターシュトイター〈フロリアン・ルーカス〉[466]）
- 愛と青春の旅だち（ザック・メイヨー〈リチャード・ギア〉）※VOD版
- アイム・ノット・シリアルキラー（ジョン・ウェイン・クリーヴァー〈マックス・レコーズ〉）
- 赤ちゃんと僕（ジュンス〈チャン・グンソク〉）
- アシュラ（ムン・ソンモ〈チュ・ジフン〉）
- アトミック・トレイン ※テレビ朝日版
- 穴/HOLES（ジグザグ〈マックス・カッシュ〉）
- アリス・クリードの失踪（ダニー〈マーティン・コムストン〉）
- アレキサンダー（アレキサンダー〈コリン・ファレル〉）
- アレックス・ライダー（アレックス・ライダー〈アレックス・ペティファー〉）
- アンディ・ガルシア 沈黙の行方（トミー・カフィ〈ヴィンセント・カーシーザー〉）
- E.T.（エリオット〈ヘンリー・トーマス〉）※BD・VHS版
- 1911（汪兆銘〈ユイ・シャオチュン〉）
- WeWork/470億ドル企業を崩落させた男（アダム・ニューマン[467]）
- 海を飛ぶ夢（ハビ〈タマル・ノバス〉）
- エイプリルの七面鳥（ティミー・バーンズ〈ジョン・ギャラガー・Jr〉）
- エクスペンダブルズ3 ワールドミッション（ジョン・スマイリー〈ケラン・ラッツ〉[468]）
- エスケープ・ルーム（ベン・ミラー〈ローガン・ミラー〉[469]）
- X-MEN2（ジョン・アラダイス / パイロ〈アーロン・スタンフォード〉）※劇場公開版
  - X-MEN:ファイナル ディシジョン ※劇場公開版
  - デッドプール&ウルヴァリン[470]
- エミールと探偵たち（グスタフ・フライシュマン）
- エンジェルス2（ジェシー・ハーパー〈マシュー・ローレンス〉）
- オオカミの誘惑（チョン・テソン〈カン・ドンウォン〉）
- オーバー・ザ・トップ（マイケル・カトラー〈デヴィッド・メンデンホール〉）※機内上映版
- 俺たちの街（ギョンジュ〈オ・マンソク〉）
- カオス（シェーン・デッカー〈ライアン・フィリップ〉）
- ガン&トークス（ハヨン〈ウォンビン〉）
- 黄色い老犬（トラヴィス・コーチ）
- 菊花の香り〜世界でいちばん愛されたひと〜（イナ）
- キャスパー（ヴィック〈ギャレット・ラトリフ・ヘンソン〉）※VHS版
- キャッツ & ドッグス 地球最大の肉球大戦争（ディッグス〈ジェームズ・マースデン〉）
- キャメラを止めるな!（ラファエル[471]）
- CUBE2（マックス〈マシュー・ファーガソン〉）※テレビ東京版
- 恐怖の魔力/メドゥーサ・タッチ（モーラー少年時代）
- キルミー・レイター 崖っぷち逃避行（ビリー〈ブレンダン・フェア〉）
- グーニーズ（マイキー〈ショーン・アスティン〉[472]）※ソフト版
- クラッシュ（トム・ハンセン巡査〈ライアン・フィリップ〉）
- グランツーリスモ（マティ〈ダレン・バーネット〉[473]）
- クリッター（ブラッド・ブラウン〈スコット・グライムス〉）
- クリミナル・ミッション（ザック〈マイケル・ピット〉）
- 黒馬物語（ジョー・エヴァンズ〈マーク・レスター〉）※VHS版
- 刑事ジョン・ブック 目撃者（サミュエル〈ルーカス・ハース〉）※フジテレビ版
- 激突!キョンシー小僧VS史上最強のカンフー悪魔軍団（ベビーキョンシー）
- コーチ・カーター（ダミアン・カーター）
- コーチ・ラドスール 無敵と呼ばれた男（テランス・ケリー）
- GO!フィギュア（スペンサー〈ジェイク・アベル〉）
- ゴールデン・チャイルド（ゴールデン・チャイルド）※フジテレビ版
- 荒野の七人（チコ〈ホルスト・ブッフホルツ〉）※スター・チャンネル版
- コクーン（デヴィッド〈バレット・オリバー〉）
- サイバー・リベンジャー（エド・ポーター〈ジェームズ・フレッシュビル〉）
- サイレント・ナイト（サイモン〈マシュー・グッド〉[474]）
- サイレントヒル: リベレーション3D（ヴィンセント・スミス〈キット・ハリントン〉）
- ザ・シャドー 呪いのパーティ（ロブ〈ジョー・アブソロム〉）
- サーティーン あの頃欲しかった愛のこと（メイソン・フリーランド〈ブラディ・コーベット〉）
- ザ・ハリケーン（レズラ・マーチン）※ソフト版
- ザ・フライ/ハエ男の恐怖（フィリップ・ドランブル〈チャールズ・ハーバート〉）※日本テレビ版
- さよなら魔法使い（ウェンドル〈ルーカス・ハース〉）
- ザ・リバー（ルイス）
- サルバドールの朝（サルバドール・プッチ・アンティック〈ダニエル・ブリュール〉）
- さらば、わが愛/覇王別姫（小豆子〈少年〉）
- サンクタム（ジョシュ・マクガイア〈リース・ウェイクフィールド〉）
- シークレット・エージェント（スティービー〈クリスチャン・ベール〉）
- シアターの怪人（ピート・ライリー）
- ジェイソン・ボーン（アーロン・カルーア〈リズ・アーメッド〉[475]）※BSテレ東版
- ジェニファーズ・ボディ（ニコライ〈アダム・ブロディ〉）
- シスターズ（ウアン）
- シャークネード ラスト・チェーンソー 4DX（ギル〈クリス・オーウェン〉）
- ジャスティス（ラマー・T・アーチャー少尉〈ビセロス・レオン・シャノン〉）
- ジャンパー（少年時代のデヴィッド〈マックス・シエリオット〉）※テレビ朝日版
- 13歳のハゲ男（ハロルド〈スペンサー・ブレスリン〉）
- 13日の金曜日PART4:完結編（トミー〈コリー・フェルドマン〉）
- 17歳の処方箋（イグビー・スローカム〈キーラン・カルキン〉）
- 16歳の合衆国（リーランド・P・フィツジェラルド〈ライアン・ゴズリング〉）
- ジュマンジ（ケイレブ）※フジテレビ版
- 少女の髪どめ（ラティフ）
- 情熱の処女 〜スペインの宝石〜（カリスト）
- 白雪姫（ねぼすけ[476]）
- 死霊のえじき（ミゲル・サラザール〈アントン・ディレオ〉[477]）
- シン・シティ（ロアーク・ジュニア / イエロー・バスタード〈ニック・スタール〉）
- 新 Mr.ダマー ハリーとロイド、コンビ結成!（ハリー）
- スーパーフライ（プリースト〈トレヴァー・ジャクソン〉）
- スイッチング・プリンセス3: 思いがけないスイッチ!（ピーター・マクスウェル〈レミー・ヒー〉[478]）
- スカイ・ハイ（ウィル〈マイケル・アンガラノ〉）
- スコーピオン・キング2（マサイアス〈マイケル・コポン〉）
- スター・ファイター（ルイス・ローガン）
- ストライク・コマンドー（ラオ）
- スノー・クイーン 〜雪の女王〜（カイ〈ジェレミー・ギルボート〉）
- スノーホワイト（ウィリアム王子〈サム・クラフリン〉[479]）
  - スノーホワイト/氷の王国[480]
- スパイキッズ2 失われた夢の島（ゲイリー・ギグルズ〈マット・オリアリー〉）
- スパイキッズ3-D:ゲームオーバー（ゲイリー・ギグルズ〈マット・オリアリー〉）
- スピードキング（コズモ）
- スペースインベーダー（デビッド・ガードナー〈ハンター・カーソン〉）
- 聖闘士星矢 The Beginning（ネロ〈ディエゴ・ティノコ〉[481]）
- セブンソード（ムーラン）
- 卒業の朝（ディーパック・メータ）
- ゾルタン★星人（ジェシー〈アシュトン・カッチャー〉）
- そんな彼なら捨てちゃえば?（アレックス〈ジャスティン・ロング〉[482]）
- ダーククリスタル（ジェン）※BD版
- ダーク・ブルー（カレル・ヴォイティシェク〈クリシュトフ・ハーディック〉）
- ターミネーター3（ジョン・コナー〈ニック・スタール〉）※日本テレビ版
- タイタンの戦い（ペルセウス〈サム・ワーシントン〉[483]）※テレビ朝日版
- タップス（候補生）※フジテレビ版
- タップ・ドッグス（ショーン・オクデン〈アダム・ガルシア〉）
- ダニエル・スティール ファミリー・ゲーム〜美しき選択〜（マーク）※テレビ東京版
- 007/ノー・タイム・トゥ・ダイ（ローガン・アッシュ〈ビリー・マグヌッセン〉[484]）
- ダレン・シャン（スティーブ・レナード〈ジョシュ・ハッチャーソン〉）
- 探偵少女レクシー（ジャック・ダウニー）
- チアーズ!（クリフ・パントーン〈ジェシー・ブラッドフォード〉）
- チキ・チキ・バン・バン（ジェレミー〈アドリアン・ホール〉[485]）※ソフト版
- 父、帰る（アンドレイ）
- ツイスターズ（ハビ〈アンソニー・ラモス〉[486]）
- D3 マイティ・ダックス 飛べないアヒル3（チャーリー・コンウェイ〈ジョシュア・ジャクソン〉）
- デイ・アフター・トゥモロー（サム・ホール〈ジェイク・ジレンホール〉）※ソフト版
- テイキング・ライブス（ヤング・アッシャー〈ポール・ダノ〉）
- デッドゾーン（クリス・スチュアート）
- デビルスフライト
- 同居人/背中の微かな笑い声（クリス）※テレビ東京版
- ドクター・ドリトル2（エリック）※ソフト版
- トムとジェリー（キャメロン〈ジョーダン・ボルジャー〉[487]）
- ドラゴン・キングダム（ジェイソン・トリピティカス〈マイケル・アンガラノ〉）
- ドラゴン・ブレイド（イン〈チェ・シウォン〉）
- ドリヴン（ジミー・ブライ〈キップ・パルデュー〉）※テレビ東京版
- トリプルX:再起動（ネイマール）
- 永遠のワルツ/白い犬とワルツを（ボビー〈ハーレイ・クロス〉）
- ドン・ボスコ（エンリコ・ザレッロ〈アンドレア・ボスカ〉）
- 渚のロリータ（オルソ）
- 南部の唄（トビー〈グレン・リーディ〉、ジョー・フェイヴァーズ〈ジーン・ホランド〉）※ブエナ・ビスタ版
- ニュー・ガイ ハイスクール★ウォーズ（ディジー<ギル>・ハリスン〈DJクオールズ〉）
- ネバーエンディング・ストーリー（バスチアン〈バレット・オリバー〉）
- ネバーエンディング・ストーリー 第2章（バスチアン〈ジョナサン・ブランディス〉）※ソフト版
- パーフェクト・マン ウソからはじまる運命の恋（アダム・フォレスト〈ベン・フェルドマン〉）
- ハイエナの賭け（チム）
- バイオハザードIII（マイケル・ファーバー〈クリストファー・イーガン〉）※テレビ朝日版
- バイオハザード: ザ・ファイナル（ドク〈オーエン・マッケン〉）[488]
- パシフィック・リム（チャック・ハンセン〈ロバート・カジンスキー〉[489]）
- 20歳よ、もう一度（タン・ズーミン〈チェン・ボーリン〉）
- バック・トゥ・ザ・フューチャー（ミルトン・ベインズ）※テレビ朝日版
- ハッスル!（ビクトル）
- パリ、ジュテーム（ガスパール〈ギャスパー・ウリエル〉）
- ハロウィーンタウン2 カラバーの復讐（カル）
- ハロウィン レザレクション（マイルズ・バートン〈ライアン・メリマン〉）
- バンデットQ（ケヴィン〈クレイグ・ワーノック〉）※テレビ朝日版、（ケヴィンのパパ）※35周年Blu-ray版追加収録部分
- パンドラム（ギャロ〈キャム・ギガンデット〉）
- ハンニバル・ライジング（ハンニバル・レクター〈ギャスパー・ウリエル〉）
- ビースト・ストーリー 選ばれし勇者（ケイデン〈ルーカス・ティル〉）
- ビッグ・ビジネス（ジェイソン〈セス・グリーン〉）※ソフト版
- ヒルズ・ハブ・アイズ2（ナポレオン〈マイケル・マクミリアン〉）
- ファーザーズ・デイ（スコット・アンドリュース）
- ファイティング・タイガー（タイガー〈タイガー・チェン〉）
- 50/50 フィフティ・フィフティ（アダム〈ジョセフ・ゴードン＝レヴィット〉）
- 普通の人々（コンラッド・ジャレット〈ティモシー・ハットン〉）※ソフト版
- フラッシュバック（デイヴィッド〈ショーン・ハトシー〉）
- プリースト（ヒックス〈キャム・ギガンデット〉）
- プリズナーズ（アレックス・ジョーンズ〈ポール・ダノ〉）※BSジャパン版
- ブリンク!スケート対決（アンディ・“ブリンク”・ブリンカー）
- ブルー きみは大丈夫（ビーのパパ〈ジョン・クラシンスキー〉[490]）
- ブルーサヴェージ セカンドインパクト（ジェイティー）
- ブロンズ! 私の銅メダル人生（ランス〈セバスチャン・スタン〉）
- ベートーベン（マーク）※ソフト版
- 僕と未来とブエノスアイレス（アリエル・マカロフ〈ダニエル・エンドレール〉）
- ホステージ（ケビン〈マーシャル・オールマン〉）※テレビ朝日版
- ポストマン（フォード・リンカーン・マーキュリー〈ラレンズ・テイト〉）※フジテレビ版
- ポセイドン・アドベンチャー（エイカーズ〈ロディ・マクドウォール〉）※BS-TBS版
- ホテル・スプレンディッド（スタンリー・スミス）
- ポルターガイスト2（ロビー・フリーリング）
- ホワイト・オランダー（ポール〈パトリック・フュジット〉）
- マーベル・シネマティック・ユニバース
  - スパイダーマン:ホームカミング（ジェイソン〈ジョージ・レンデボーグ・Jr〉[491]）
  - スパイダーマン:ファー・フロム・ホーム（ジェイソン〈ジョージ・レンデボーグ・Jr〉[492]）
  - ブラックパンサー/ワカンダ・フォーエバー（ネイモア〈テノッチ・ウエルタ〉[493]）
- マック（エリック・クルーズ〈ジェイド・カレゴリー〉）※ソフト版
- マンイーター（ニール〈サム・ワーシントン〉）
- みえない雲（エルマー）
- Mr.&Mrs. スミス（ベンジャミン・ダンズ〈アダム・ブロディ〉）※ソフト版
- ミッドナイト・サン 〜タイヨウのうた〜（チャーリー〈パトリック・シュワルツェネッガー〉[494]）
- 未来警察（ボビー〈ジョーイ・クレイマー〉）
- ミラクルマスター/7つの大冒険（タル）※テレビ朝日版
- 無名（ワン〈エリック・ワン〉[495]）
- メイズ・ランナー（ギャリー〈ウィル・ポールター〉）
- メルシィ!人生（フランク〈スタニスラス・クルヴィレン〉）
- もしも願いが叶うなら（アレックス・ランシング）
- ユアプレイス、マイプレイス（ピーター〈アシュトン・カッチャー〉）
- 楽園をください（ジェイク・ロデル〈トビー・マグワイア〉）
- ラストエンペラー（8歳の溥儀）
- ラストスタンド（ジェリー・ベイリー副保安官〈〈ザック・ギルフォード〉〉）
- ラブ & ドラッグ（ジェイミー・ランドール〈ジェイク・ジレンホール〉）
- ルックアウト/見張り（クリス・プラット〈ジョセフ・ゴードン＝レヴィット〉）
- レザーフェイス-悪魔のいけにえ（ジャクソン〈サム・ストライク〉）
- レッドナイト（フェリックス）
- ロード・トリップ（ジョッシュ〈ブレッキン・メイヤー〉）
- ローマの休日（ジョー・ブラッドレー〈グレゴリー・ペック〉[496]）※日本テレビ版2
- ロングウェイ・ホーム（8歳のドナルド〈ウィル・ウィトン〉）
- ワールド・ウォーZ [497]（アンドリュー・ファスバック〈エリス・ガベル〉）
- ワイルド・ガール（フレディ・キングズレー〈アレックス・ペティファー〉）
- ワイルド・スピード SKY MISSION（ショーン・ボズウェル〈ルーカス・ブラック〉）
  - ワイルド・スピード/ジェットブレイク[498]
- 私たちの幸せな時間（チョン・ユンス〈カン・ドンウォン〉）
- 私の少女時代-OUR TIMES-（シオウヤン・フェイファン〈ディノ・リー〉[499]）

#### ドラマ
- アボンリーへの道 #74（ホーク）
- ER緊急救命室
  - シーズン1 #9（アンディ）、 #22（チャーリー）
  - シーズン2 #38（レイ）
  - シーズン3 #61, #63（ジャド）
  - シーズン5 #112（トラビス）
  - シーズン11 #233, #234（ルース〈コロンバス・ショート〉）
- インスティンクト -異常犯罪捜査- #8（トロイ〈シャイロ・フェルナンデス〉）
- ヴァンパイア・ダイアリーズ（マーコス）
- WITHOUT A TRACE/FBI 失踪者を追え!2 #6（アレックス）
- ウルトラマンG #3（ジミー）
- NCIS: ニューオーリンズ シーズン2 #15（ノーラン・グリフィス）
- エンジェル（コナー）
- オー!マイレディ（ソン・ミヌ〈チェ・シウォン〉）
- オクニョ 運命の女（ユン・テウォン〈コ・ス〉[500]）
- おとぼけスティーブンス一家（ドニー・スティーブンス〈ニック・スパーノ〉）
- おまかせアレックス
  - シーズン1 #22（エリック）
  - シーズン4 （ハンター）
- オリー（オリー〈ジョナサン・グロフ〉）
- カウンターパート/暗躍する分身（クロード・ランベール〈ガイ・バーネット〉）
- 巌窟王〜モンテ・クリスト伯（アルベール〈スタニスラス・メラール〉）
- 騎馬警官 #8（デビッド・リー）
- 金田一少年の事件簿 香港九龍財宝殺人事件（リー・パイロン〈ウー・ズン〉）
- 刑事フォイル #27,#28（レナード・カートライト）
- ケインとアベル（レオン・ロスノフスキー）
- GO!GO!ジェット #13（マイルス）
- コールドケース 迷宮事件簿 #21（ショーン）
- 恋するマンハッタン（ヘンリー・ギブソン〈マイケル・マクミリアン〉）
- コウラン伝 始皇帝の母（檀奴[501]）
- ゴシップガール（ダン・ハンフリー〈ペン・バッジリー〉）
- サルベーション -地球の終焉-（リアム・コール〈チャーリー・ロウ〉）
- CSI:マイアミ
  - シーズン2 #18（ウォリー）
  - シーズン3-10（ライアン・ウルフ〈ジョナサン・トーゴ〉）
- シークレット・アイドル ハンナ・モンタナ シーズン2 #16（ジョー）
- ジーニアス:世紀の天才 アインシュタイン（青年期のアルベルト・アインシュタイン〈ジョニー・フリン〉[502]）
- 時空刑事1973 ライフ・オン・マーズ（サム・タイラー〈ジョン・シム〉）
- シナリオライターは君だ!（#4-2,6-2,10-2,13,15-1）
- シャーロック・ホームズの冒険 プライオリ・スクール（アーサー・サルタイア少年）
- 15の不思議な物語 #7,#8（チャーリー）
- 主任警部モース オックスフォード運河の殺人（トーマス・ウットン）
- 新・大草原の小さな家（ジェブ〈ジェビディア）・リード・カーター）
- 新ビバリーヒルズ青春白書（ジャスパー）
- SCORPION/スコーピオン シーズン1 #13（ネイト〈オクタヴィウス・J・ジョンソン〉）
- スタートレック:ディープ・スペース・ナイン シーズン1、2（ジェイク・シスコ〈シロック・ロフトン〉）
- スタートレック:ストレンジ・ニューワールド（ジェイムズ・T・カーク／マクスウェル・セイント〈ポール・ウェズレイ〉）
- 砂の妖精（シリル）
- 素晴らしき日々（少年時代のケヴィン・アーノルド〈フレッド・サベージ〉）
- セックス/ライフ（マジード〈ダリウス・ホマユン〉）
- 捜査官クリーガン #5,#6（ビンス）
- そして誰もいなくなった（フィリップ・ロンバード〈エイダン・ターナー〉）
- ダーク・マテリアルズ/黄金の羅針盤（リー・スコーズビー〈リン＝マニュエル・ミランダ〉[503]）※U-NEXT版
- 太王四神記（ヒョンドン）
- チャームド 〜魔女3姉妹〜
  - シーズン3 #58（ボー）
  - シーズン5- #110-（クリストファー “クリス”・ペリー・ハリウェル）
- 超音速攻撃ヘリ エアーウルフ
  - シーズン1 #2（ホーミン・ツロン〈チャド・アレン〉）
- 新エアーウルフ / 復讐編
  - シーズン4 #5（エリック〈ピア・ラミエル〉）
- デスパレートな妻たち（アンドリュー・バン・デ・カンプ〈ショーン・パイフロム〉）
- DEBRIS / デブリ（エリック[504]）
- テラノバ/Terra Nova（ジョシュ・シャノン〈ランドン・リブロン〉）
- 時計台の騎馬像（ポール）
- ナイト・トレイン/破滅へのカウントダウン（ジョー〈ジョー・コール〉[505]）
- ナイトライダー シーズン1 #3（デイビー・ベンソン〈キース・ミッチェル〉）
- ネバーエンディング・ストーリー 遥かなる冒険（アトレーユ）
- ハイスクール・ウルフ #10（ブドゥルマー）
- 花ざかりの君たちへ〜花様少年少女〜（佐野泉〈ウー・ズン〉）
- パパにはヒ・ミ・ツ（カイル）
- ハンニバル（ウィル・グレアム〈ヒュー・ダンシー〉）
- 美術館へ行こう〜メトロポリタン美術館のセサミストリート〜（サーフー王子）※スペシャル版
- 秘密情報部トーチウッド（オーエン・ハーパー〈バーン・ゴーマン〉）
- 秘密の花園（ディコン）
- ビヨンド・ザ・ブレイク（ベイリー・リース〈ロス・トーマス〉）
- 不思議なオパール（コンラッド・フォン・マイスター）
- ふたりはお年ごろ（レノン・キンケイド）
- プライミーバル 恐竜復活（コナー・テンプル〈アンドリュー・リー・ポッツ〉）※ソフト版
- THE BLACKLIST/ブラックリスト シーズン3 #1-#10,#17,#18,#22（マティアス・ソロモン / ミスター・ソロモン〈エディ・ガテギ〉[506][507]）
- ブラックリスト リデンプション（マティアス・ソロモン / ミスター・ソロモン〈エディ・ガテギ〉）
- プリティ・リトル・ライアーズ（ジェイク）
- ブロッサム #106（フレッド）
- ベンジーと遊星王子（ユービ王子）
- BONES シーズン4 #14（テディ・パーカー伍長）
- ホット・ショット（元大鷹〈ユエン・ターイン〉〈ショウ・ルオ〉）
- My Dangerous Wife/「僕のヤバイ妻」トルコ版（アルペル〈セチキン・オズデミル〉[508]）
- 魔術師 MERLIN（マーリン〈コリン・モーガン〉）
- ミステリー・グースバンプス #3（マックス）、#25-#28（スティーブ）、#46（ベンジー）
- ミス・マープル パディントン発4時50分（アレクサンダー・イーストリー）
- ミディアム 霊能捜査官アリソン・デュボア シーズン1 #7（グレッグ・ワット〈トーマス・イアン・ニコラス〉
- 名探偵ポワロ #1（フレディ）
- メントーズ〜世界の偉人たちからのメッセージ〜 #48（ツタンカーメン〈ヤニ・ゲルマン〉）
- ライ・トゥ・ミー 嘘は真実を語る シーズン2 #7（マックス・ローランド）
- ラッシュアワー（ハンター・ロビンソン〈J・D・パルド〉、フランコ〈ルーク・アーノルド〉）
- ラブレイン（ハン・テソン〈キム・ヨングァン〉）
- リ・ジェネシス バイオ犯罪捜査班（ミック・スローン）
- リスナー 心を読む青い瞳（トビー・ローガン〈クレイグ・オレジニク〉）
- リミットレス（ブライアン・フィンチ〈ジェイク・マクドーマン〉[509]）
- ROOTS/ルーツ（チキン・ジョージ[510]）
- 冷血（ケニヨン・クラッター）
- ロズウェル - 星の恋人たち（マイケル・ゲリン〈ブレンダン・フェア〉）
- ロスト・シンボル（マラーク〈ボー・ナップ〉[511]）

#### アニメ
- アーサー・クリスマスの大冒険（ピーター）
- あの夏のルカ（エルコレ[512]）
- アメリカ物語（ファイベル・マウスクビッツ）
- 映画マイリトルポニー プリンセスの大冒険（キャパー）
- オーバー・ザ・ガーデンウォール（ワート）
- ガフールの伝説（クラッド）
- クズ悪役の自己救済システム（沈清秋[513]）
- コララインとボタンの魔女 3D（ワイボーン・“ワイビー”・ラヴァート）
- コルドロン
- サンダーバード ARE GO（スコット・トレーシー）
- スター・ウォーズ・シリーズ（アナキン・スカイウォーカー）
  - スター・ウォーズ クローン大戦
  - スター・ウォーズ/クローン・ウォーズ
  - スター・ウォーズ/クローン・ウォーズテレビシリーズ
  - LEGO スター・ウォーズ パダワン・メナス
  - ロボット・チキン（ルーク・スカイウォーカー）[514][515]
  - スター・ウォーズ/フォース・オブ・デスティニー
  - スター・ウォーズ 反乱者たち シーズン2（ダース・ベイダー）
  - LEGO スター・ウォーズ/ホリデー・スペシャル
  - LEGO スター・ウォーズ/サマー・バケーション
  - スター・ウォーズ：テイルズ・オブ・ジェダイ
- ドラゴンブースター（アーサー）
- トロールズ ミュージック★パワー（チャズ[516]）
- ドロシーとオズの魔法使い（かかし[517]）
- ねこのガーフィールド（バリー[518]）
- バスターセイバーズ（クルスプリンス）
- ピーター・パン（スライトリー）
- ヘラクレス（フリスビーの少年）
- ぼくの名前はズッキーニ（シモン[519]）

### デジタルコミック
- VOMIC 青の祓魔師（2010年、奥村燐）
- VOMIC スターダスト★ウインク（2011年、都倉日向）
- 新抗体物語 音声付きWEB漫画（2013年、牛島元[520][521]）
- シャドウニュート（2020年、ナレーション[522]、シルバーマスク[523]）
- マンガアニメ「かくしごと」（2020年、マリオ）
- 浪川&岡本 ボイコミ ラボ
  - 勇者ご一行の帰り道（2022年、勇者[524]）
  - ミーシア（2022年、神[525]）
  - かぎぎつね（2022年、狛狐（メイン）[526]）
  - ジュース（2022年、王様[527]）
  - 死神の初恋〜没落華族の令嬢は愛を知らない死神に嫁ぐ〜（2023年、八雲[528]）
  - 愛するあなたと恋するきみが（2023年、ヒナタの父[529]）
  - レ・セルバン（2023年、セルバン）
  - ラストカルテ ―法獣医学者 当麻健匠の記憶―（2023年、カステラ[530]）
  - ギュゲスのふたり（2023年、ごみ収集作業員[531][532]）
  - 僕が死ぬだけの百物語（2023年、ねんどマン[533]、マコト[534]）
  - レッドブルー（2023年、時和金成[535]）
  - 白山と三田さん（2023年、白山辰彦[536]）
  - 火の神さまの掃除人ですが、いつの間にか花嫁として溺愛されています（2023年、鬼灯、小夜の父親[537]）
  - あおざくら（2023年、西脇鷹史、ナレーション）
  - オヤジとにゃん吉（2023年、松方久秀[538]）
  - タタリ（2023年、作者[539]）
  - 双影双書（2023年、煙騎[540]）
  - 幻狼潜戦（2024年、黒木[541]）
  - 竜送りのイサギ（2024年、須佐チエナミ[542]）
  - 小さい僕の春（2024年、小林先生[543]）
  - ミモザイズム（2024年、山本瑠衣[544]）
  - 冥天レストラン（2024年、墓村[545]）
  - COSMOS（2024年、砂噛[546]）
  - 限界!推し活伝説YOSHIO（2024年、ナレーション[547]）
- 義妹に押し付けられた嫁ぎ先は、呪われた公爵閣下でした（2023年、マリクル・レンロット[548]）

### 特撮
- 特捜戦隊デカレンジャー（2004年、レオン星人ギョク・ロウの声）
- 魔法戦隊マジレンジャー（2006年、絶対神ン・マの声）
- 炎神戦隊ゴーオンジャー（2008年 - 2018年、炎神スピードルの声、浪川エンジニア） - 1シリーズ + 4作品[一覧 66]
- 海賊戦隊ゴーカイジャー（2011年、炎神スピードルの声）
- 行って帰ってきた烈車戦隊トッキュウジャー 夢の超トッキュウ7号（2015年、保線員、タンクトップシャドーの声）
- 宇宙戦隊キュウレンジャー（2017年、クエルボ / ドン・クエルボの声）
- 爆上戦隊ブンブンジャー（2024年、炎神スピードルの声[550]）

### ラジオ
※はインターネット配信。
2000年代
- GAYA2 PARTY〜モバイルアニメイト〜（2000年、AM神戸）
- 浪川大輔と新谷良子のカオシック×アクエリアンナイト（2003年 - 2004年、ラジオ関西、音泉※）
- テニスの王子様 オン・ザ・レイディオ（2003年、文化放送）マンスリーパーソナリティ、不定期出演
- ツバサ・クロニクル 由依&美香のぷり☆すて（2005年・2006年、BEAT☆Net Radio!※）マンスリーパーソナリティ
- ラブレボ!!（2005年 - 2006年、ラジオ大阪）
- ツバサ・クロニクル 大輔王子のぶり☆すて（2006年、BEAT☆Net Radio!※）
- 恋する天使アンジェリーク〜スウィート・パラダイス〜（2006年 - 2007年、ランティスウェブラジオ※）
- IWANAMI 浪川大輔のガンミスタジオ（2006年 - 2009年、有線放送）
- 俳協 45th ANNIVERSARY Party Radio（2006年、BEAT☆Net Radio!※）
- ぷり☆すて RETURN（2006年、BEAT☆Net Radio!※）
- 浪川大輔と沢井美優のジャイアントラジオ（2006年 - 2007年、アニメ公式サイト※）
- 浪川大輔の浪川裸時男（2006年、有線放送）
- 浪川大輔のしょうがないじゃん（2006年 - 2022年、有線放送）
- 天使と悪魔の執事カフェへようこそ（2007年、1ヶ月限定配信、公式サイト内※）
- 伝説探偵団（2007年 - 2008年、ラジオ関西）
- 隠の王 WEBラジオ/萬天編「萬天からこんにちわ」（2008年 - 2009年、公式サイト内※）
- くろかみ 〜Radio しすてむ〜（2008年 - 2009年、BEAT☆Net Radio!※、音泉※、ランティスウェブラジオ※）
- 『×××HOLiC』&『ツバサ』の春まで待てないっ!（2008年 - 2009年、音泉※）
- 07-GHOST the world（2009年 - 2010年、公式サイト内※）
- ヘタリアWEBラジオ 〜ヘタリラ〜（2009年、アニメイトTV※）イタリア役、2009年3月の公開録音

2010年代
- 斎賀・浪川のDriver's High!!（2010年 - 2011年、ラジオ関西）
- ワンダフルワールド上映記念、宣伝番組（2010年、音泉※）
- サンクチュアリ! よつばラジオ（2010年 - 2011年、HiBiKi Radio Station※）
- ZET NIGHT RADIO（2012年、超!A&G+※、HiBiKi Radio Station※）
- KR（2012年、アニメイトTV※）不定期パーソナリティ
- サンラジオ・レジデンス（2012年 - 2013年、アニメイトTV※）不定期パーソナリティ
- 森久保祥太郎・浪川大輔 つまみは塩だけ（2013年 - 、ラジオ大阪、ラジオ日本、アニメイトTV※）
- 忍たまがラジオにやって来た!の段（2013年、NHKラジオ第1放送）
- ヘタリアWEBラジオ 〜ヘタリラThe Beautiful World〜（2013年、アニメイトTV※）イタリア役
- 浪川大輔・宮野真守の「GATCHAMAN CROWDS RADIO」（2013年、超!A&G+※、HiBiKi Radio Station※）
- ダイヤのA 〜ネット甲子園〜（2013年 - 2015年、音泉※、HiBiKi Radio Station）
- マヨナカ影ラジオ ザ・ゴールデン（2014年、音泉※、HiBiKi Radio Station※）
- ゴミ溜めPEACE RADIO（2014年、HiBiKi Radio Station※）
- K of Radio 4th（2015年、アニメイトTV※）不定期パーソナリティ
- ガッチャマンクラウズRadio〜インサイト〜（2015年、超!A&G+※、音泉※、HiBiKi Radio Station※）
- ペルソナ20th ANNIVERSARY ペルソナラジオ（2016年、音泉※）
- RADIO MIRACLE6（2018年、アニメイトタイムズ※）

2020年代
- 浪川大輔のじゃむせっしょん powered by USEN（2022年4月、Spotify※、2022年5月 - 、stand.fm※）

### ラジオ・朗読CD
- 忍たま乱太郎 『忍たまがラジオにやって来た!の段』あんど『こんなこともあったんだよ、の段』（斉藤タカ丸、浪川大輔本人）
- 憧れのシチュエーションCD vol.8 愛されたいっ （航）
- お仕事男子Vol.5 職業 アイドル（橘ユウ）
- お仕事男子Vol.6 職業 呉服屋（橘ユウ）
- 月刊音楽家図鑑 黒盤（モーツァルト）
- The Time Walkers 10 真田幸村（真田幸村）
- DJCD 07-GHOST the world vol.1 - 3
- DJCD 隠の王 Vol.1 - 3
- 戦国武将物語〜知将編 その弐〜（第二話「大谷吉継物語」）
- ダイヤのA 〜ネット甲子園〜 Vol.1・2
- DJCD 谷山紀章のMr.Tambourine Man 〜丼鉢勘定〜
- 幕末志士物語〜土佐編〜（「陸奥宗光物語」）
- 幕末志士物語外伝〜14の土佐&佐幕・開国編〜（「陸奥宗光物語外伝」）
- 国語六 創造（「河鹿の屏風」）
- My Sweet Hubby vol.6 渡真利 蓮（渡真利蓮[557]）
- ラジオCD 緋色の欠片〜紅陵学院放送室〜 真弘と珠紀、ときどき謎
- honeybee 羊でおやすみシリーズ Vol.21 「僕たちとゆっくり休もうね」
- ミツバチ声薬 『ハートエイドプラス』（吉川）

### オーディオブック
- 謎解きはディナーのあとで（2017年、影山）
- 文芸あねもねR 私にふさわしいホテル（2018年、遠藤[558]）

### CM
- インテル 『Core i5』
- エヌノーズ【N-NOSE】[559]
- スクウェア・エニックス 『ガンガンコミックス』
- セブン銀行 『ママのお会計篇＆マイナポイント申込み』『ママと友人篇＆マイナポイント申込み』（2022年、ナレーション）
- Disney+ 『スター・ウォーズ: ビジョンズ』[560]
- 日清食品 『カップヌードルFREEDOM』 - タケル役
- バイク王『「高値買取」篇』＆『「キャンペーン」篇』 - 石川五エ門役
- バンダイビジュアル 『「機動戦士ガンダム0080 ポケットの中の戦争」DVD』 （1999年） - アル役
- ブリヂストン 『エコピアEX10』（レオナルド・ディカプリオの声 / ナレーション）
- リクルート 『HOT PEPPER Beauty』（2022年）

### パチンコ・パチスロ
- 回胴黙示録カイジ2（伊藤開司〈カイジ〉）
- デビルサバイバー2 最後の7日間（ジュンゴ〈鳥居純吾〉）
- CRフィーバースター・ウォーズ ダース・ベイダー降臨（アナキン・スカイウォーカー）

### ナレーション
- ここ掘れ!ワンワン!（日本テレビ）テーマ曲も担当
- 笑っていいとも!金曜日『完全予約制!?ホメホメビューティーセンター』（フジテレビ）
- MUSIC JAPAN 新世紀アニソンSP 2009（NHK）
- MAG・ネット（2010年4月25日、NHK）
- あにてれ Presents アニソ〜ンぷらす+（2010年11月度、テレビ東京）
- カガクる サイエンスファンタジー（2013年1月3日、フジテレビ）
- A-Studio（2013年2月15日 - 、TBS）
- HOPE for tomorrow〜感謝を伝える3分間〜（2014年1月15日 - 2015年3月29日、テレビ東京）
- 東京乙女レストラン（2015年4月1日 - 6月24日・10月7日 - 12月30日、TOKYO MX）
- かぞくムービーAWARD2015（日本テレビ）
- 全日本ご当地ニュースグランプリ〜ワタシの取材によりますと〜（TBS）
- 発掘!お宝ガレリア（NHKEテレ）
- イケトレ！おうちで楽フィットネス（2020年12月12日〈単発〉、2021年1月9日 - 2022年9月27日〈レギュラー放送〉、BS朝日）

### テレビ番組
※はインターネット配信。
- ようこそ!東池袋ヒマワリ荘（2012年7月4日 - 9月26日、日本テレビ）カメ14世の声
- 浪川大輔のヤバい！たのしくなってきちゃった！（2013年3月29日 - 8月4日、AT-X）
- Rの法則（2013年6月11日[561]、2014年11月10日・2015年4月2日：声の出演、2015年8月13日：朗読、NHK Eテレ）
- ジョブチューン 〜アノ職業のヒミツぶっちゃけます！（2013年10月26日、TBSテレビ）
- 浪川大輔・吉野裕行のネゴト（2014年10月6日 - 2015年3月30日、TOKYO MX）
- 浪川大輔とアニメサポヲタ倶楽部ww（2015年11月12日 - 2016年6月16日、NOTTV※）[562]
- Kiramuneカンパニー（2015年11月15日 - 2016年3月15日、フジテレビNEXT）
  - KiramuneカンパニーR/L（2016年4月15日 - 、フジテレビNEXT/フジテレビTWO）
- あにむす!「浪川大輔と岡本信彦のおつかれ3」（2015年12月3日 - 2016年2月11日、テレビ東京）
- パリピ！（第1弾：2016年12月21日 - 2017年2月15日、第2弾：2017年4月28日 - 6月30日、第3弾：2017年12月25日 - 2018年2月14日、アニメイトチャンネル※）MC
- おじさん爆弾（2017年7月 - 2021年2月、テレ朝チャンネル1）
- 声優と夜あそび（2018年4月5日 - 、AbemaTV アニメLIVEチャンネル※）木曜パーソナリティ[563]
- 今宵、アフレコブースで。（2019年3月29日 - 、WOWOWオンライン、dTV、FOD、AbemaTVほか※） - ナレーション[564]
- 情報最前線！アニメンタリー！（2020年11月29日、AbemaTV アニメチャンネル※）MC[565]
- お願い!ランキング（2020年12月8日 - 2022年3月22日、テレビ朝日）MC、ナレーション[566]
- 激レアさんを連れてきた。（2021年7月12日、テレビ朝日）激レアさんとして出演
- 踊る!さんま御殿!!（2021年7月13日・9月7日・11月23日、2022年7月26日、日本テレビ）
- 浪川&岡本 ボイコミラボ（2022年3月30日 - 、BSJapanext）[567]
- 中山優馬×ジャニーズJr. @YUMA HOUSE（2022年8月19・26日、BSJapanext）[568]

### 映像商品
- KAmiYU in Wonderland Talk&Live DVD（ライブゲストとして出演）
- 江口拓也の俺たちだってもっと癒されたい！2・3
- Kiramune Music Festival シリーズ
  - Kiramune Music Festival 2009 Live DVD　（Kiramune☆All Starsのみ出演）
  - Kiramune Music Festival 2010 - 2012 Live DVD
  - Kiramune Music Festival 2013 - 2018 Live DVD & Blu-ray
  - Kiramune Music Festival 〜10th Anniversary〜 Blu-ray
- 「声優グランプリ」公認!声優界<雀王>決定戦! <J-1グランプリ> Vol.2 DVD
- イベントDVD テニスの王子様 100曲マラソン
- イベントDVD テニスの王子様 テニプリフェスタ2009
- イベントDVD　テニプリフェスタ2011 in 武道館-心・技・体-　（技公演のみ出演）
- イベントDVD　テニプリフェスタ2013
- 浪川大輔と岡本信彦のおつかれ3 全3巻
- 花の声優界! スター☆ボウリング 人生投げずに玉投げて。みなさまのおかげサマーですSP
- イベントDVD ヘタリア Axis Powers まるかいて感謝祭
- DVD 『便利屋 Cat's Hand』（中保中）
- READING MUSEUM line up
  - ｢池袋ナイトアウルテールズ｣ DVD & Blu-ray（マスター[569]）
  - ｢池袋シャーロック、最初で最後の事件｣ DVD & Blu-ray（北崎[570]）

### 舞台
- Kiramune Presents リーディングライブ（2012年 - 2021年）
  - 鍵のかかった部屋（青砥純）[571]
  - 悪魔のリドル〜escape 6〜（犬飼伊介）[572]
  - 5コントローラーズ+1（Hashi）[573]
  - OTOGI狂詩曲（桃太郎）[574]
  - パンプキンファームの宇宙人（シュトルーデル）[575]
  - Be-Leave（管理人）[576]
  - カラーズ（黒部イワオ）[577]
  - 密室の中の亡霊 幻視探偵（暁玄十郎）[578]
  - 作るカノジョと僕らのテ（ゴッホ）[579]
  - ハコクの剣（橘右京）
- 恍惚の人
- チョコレートガールズ2 〜チョコレートガールズVSアズキガールズ〜（映像出演、2011年2月9日 - 14日、前進座劇場）
- ヘロヘロQカムパニー第25回公演「魔界転生」（天草四郎）
- ヘロヘロQカムパニー第32回公演「無限の住人」（天津影久）
- クリエプレミア音楽朗読劇『VOICARION 女王がいた客室』（アレックス）
- シアトリカル・ライブ「シアトリカル・ライブ版　義経千本桜」（源義経）
- クリエプレミア音楽朗読劇『VOICARION Ⅱ「GHOST CLUB 」』（ハリー・フーディーニ）
- 神楽坂怪奇譚「-棲-」（2018年2月28日、泉鏡花）
- ヘロヘロQカムパニー第36回公演「無限の住人 完結編」（天津影久）
- クリエプレミア音楽朗読劇『VOICARION Ⅲ〜信長の犬〜』（太田資正）
- SWEET 19 BLUES（2023年12月28日、RED°TOKYO TOWER SKY STADIUM） - BB 役[580]
- 江戸川乱歩 名作朗読劇「怪人二十面相－暗黒星－」（2024年2月29日、博品館劇場） [581]
- 朗読劇『告白 コンフェッション』（2025年6月27日〈予定〉、I'M A SHOW） - 石倉 役[582][583]
- こえかぶ 朗読で楽しむ歌舞伎〜梅と松と桜〜篇（2025年8月9日〈予定〉、三越劇場）[584]

### 実写映画
- 天使が降りた日 第4話「電柱の上に咲いた花」（2005年）基夫
- ロマンス・ミシン・イソフラボン（2006年）雄一
- 第2写真部!!（2009年）勝田高志
- ゲーム☆アクション（2009年）白草
- Wonderful World（2010年、監督兼出演）片山晃一
- ルパンの奇巌城（2011年）江戸川刑事
- 縁 -enishi-（2011年）リョウ
- 神☆ヴォイス（2011年）小早川久遠
- メサイア（2011年）公安職員
- 劇場版 ミューズの鏡〜マイプリティドール〜（2012年）君島清二郎
- D5 -5人の探偵-（2018年）矢作丈士
- その声のあなたへ（2022年9月30日）[585]

### テレビドラマ
- ミューズの鏡（2012年） - 君島清二郎
- クロヒョウ2 龍が如く 阿修羅編（2012年） - 九鬼隆昌
- コドモ警察（2012年） - ブルの声
- 声ガール!（2018年）#6 - 本人役[586]
- 声優探偵（2021年）#4 - 本人役[587]
- すっぴんヒーロー（2024年） - 柏崎レイジ[588]
- アンチヒーロー 第4話（2024年） - 岡添[589][590]
- 御上先生 第1話（2025年） - 九重翔一

### 携帯コンテンツ
- 乙女デスク（高窪准哉）
- 拡散性ミリオンアーサー（ガウェイン）
- 君とナイショの…今日から彼氏（結城隆）
- 恋人は同居人（御堂）
- 真・戦国バスター（織田信長[591]）
- ときめきレストラン☆☆☆（霧島司[592]）
- 翔べ!舞羽高校演劇部（日高一響）
- ボーイフレンド（仮）（芹澤悠吏[593]）
- マフィアな★ダーリン（及川陽向）
- 明治東亰恋伽（森鷗外）
- ラスプレ〜Last Precious〜（カイ）

### 玩具
- 炎神戦隊ゴーオンジャー ゴーフォン -MEMORIAL EDITION-（2025年1月）

### その他コンテンツ
- カセットブック「宇宙皇子」1巻（宇宙皇子）
- リネージュ エピソード6 ラスタバド〜決戦〜プロモーションムービー（スレイブ）
- 日韓トンネル・国際ハイウエイ紹介ビデオ ユーラシア大陸20000kmの旅（男の子）
- 12012のシングル「逢いたいから....」（2008年）のPVに出演
- バンダイ 炎神ソウルシリーズ（エンジンスピードル）
- ポケパーク ウォークスルーアドベンチャー・ミュウと波導の勇者ルカリオ（ルカリオ≪案内役≫）
- 窓辺ななみのコマーシャル用アニメ（店長役）
- JIHAI〜磁海〜 comic movie FRONT ZERO（アオイ）
- 北斗の拳F（バット）
- CR北斗の拳（バット）
- 佐賀県鳥栖市イメージキャラクター（とっとちゃん[594]）
- ハーレクインキャストノベル 愛の使者のために[595]
- ボイスドラマ 真実は拳銃とともに[596]
- ゴルゴ13×外務省 安全対策マニュアル（2018年、古山、二村会長、潜水艦館長[597]）
- 小説「ゴミ箱診療科のミステリー・カルテ」（2020年、カバーモデル担当[598]）
- マルイノアニメ×駿河屋 コラボレーションアニメ（2022年、スルガニャン）[599]
- ｢KADODE OOIGAWA｣内アトラクション・緑茶ツアーズ（2020年、ナレーション[600]）
- CV部 『#66 C⁺walk Tの忍びない自己紹介』『#68 ガヤ兄弟』『#69 とある男に寄り添うワイパーの物語』（2022年[601]）
- poiq（2022年、ジョーダン）
- 映画『マイ・エレメント』日本版本予告（2023年、ナレーション[602]）
- Tonight with the Impressionists Paris 1874 -印象派画家と過ごす夜-（2025年、ポール・セザンヌ[603]）

## ディスコグラフィ

### シングル
|        | 発売日        | タイトル          | 規格品番   | 規格品番   | オリコン 最高位 |
| 豪華盤 | 発売日        | タイトル          | 通常盤     |            | オリコン 最高位 |
| ------ | ------------- | ----------------- | ---------- | ---------- | --------------- |
| 1st    | 2012年4月4日  | UTAO              | LACM-34915 | LACM-4915  | 25位            |
| 2nd    | 2013年10月9日 | Jump Out Loud     | LACM-34134 | LACM-14134 | 25位            |
| 3rd    | 2014年6月25日 | Recollection      | LACM-34236 | LACM-14236 | 27位            |
| 4th    | 2017年1月25日 | My Treasure       | LACM-34571 | LACM-14571 | 23位            |
| 5th    | 2018年3月7日  | TRISING!          | LACM-34735 | LACM-14735 | 31位            |
| 6th    | 2019年5月29日 | HIYAKE!ダンシング | LACM-34876 | LACM-14876 | 20位            |
| 7th    | 2020年9月2日  | wonderful days    | LACM-34003 | LACM-24003 | 21位            |
| 8th    | 2022年5月18日 | 鼓動              | LACM-34261 | LACM-24261 |                 |

### アルバム
|        | 発売日        | タイトル | 規格品番   | 規格品番   | オリコン 最高位 |
| 豪華盤 | 発売日        | タイトル | 通常盤     |            | オリコン 最高位 |
| ------ | ------------- | -------- | ---------- | ---------- | --------------- |
| 1st    | 2014年12月3日 | Elements | LACA-35468 | LACA-15468 | 48位            |
| 2nd    | 2021年6月23日 | Ruts     | LACA-35877 | LACA-15877 |                 |

|        | 発売日        | タイトル        | 規格品番   | 規格品番   | オリコン 最高位 |
| 豪華盤 | 発売日        | タイトル        | 通常盤     |            | オリコン 最高位 |
| ------ | ------------- | --------------- | ---------- | ---------- | --------------- |
| 1st    | 2010年6月23日 | I.D.            | LACA-35034 | LACA-15034 | 75位            |
| 2nd    | 2011年7月13日 | ROOTERS         | LACA-35123 | LACA-15123 | 48位            |
| 3rd    | 2013年2月13日 | Ring            | LACA-35271 | LACA-15271 | 56位            |
| 4th    | 2016年4月20日 | ELEVATION       | LACA-35547 | LACA-15547 | 20位            |
| 5th    | 2017年5月24日 | 賽              | LACM-35638 | LACM-15638 | 26位            |
| 6th    | 2018年9月19日 | Picture         | LACA-35746 | LACA-15746 | 27位            |
| 7th    | 2024年7月3日  | Like it Like it | LACA-35104 | LACA-25104 |                 |

### 映像作品
|     | 発売日        | タイトル                                             | 規格品番     | 備考                                                          |
| --- | ------------- | ---------------------------------------------------- | ------------ | ------------------------------------------------------------- |
| 1st | 2016年7月20日 | 浪川大輔 5th Anniversary Live "1915+ON" LIVE DVD     | LABM-7192/3  | アニメイト、BVC、L-MART限定                                   |
| 2nd | 2020年9月2日  | 浪川大輔 MUSIC CLIP COLLECTION “step by step”        | LABX-8440    |                                                               |
| 3rd | 2025年4月2日  | Namikawa Live Tour 2024 “Starry Heaven” Live Blu-ray | LABZ-10036/2 | アニメイト、A-on STORE、「A!SMART」Kiramuneサイト、ライブ会場 |

### キャラクターソング
| 発売日         | 商品名 | 歌 | 楽曲                                        | 備考                                                                                   |
| -------------- | --- | --- | ------------------------------------------- | -------------------------------------------------------------------------------------- |
| 2015年1月28日  | FINAL VICTORY                                                                                                  | 青道高校野球部 | 「FINAL VICTORY」                           | テレビアニメ『ダイヤのA』エンディングテーマ                                            |
| 2015年2月11日  | ダイヤのA キャラクターソングシリーズ Vol.6 滝川・クリス・優                                                    | 滝川・クリス・優（浪川大輔） | 「SILENT SIGN」                             | テレビアニメ『ダイヤのA』関連曲                                                        |
| 2015年8月5日   | 愛のプリズン                                                                                                   | 監獄男子 | 「愛のプリズン」                            | テレビアニメ『監獄学園』オープニングテーマ                                             |
| 2015年8月5日   | 罪深き俺たちの讃歌                                                                                             | 監獄男子 | 「罪深き俺たちの讃歌」                      | テレビアニメ『監獄学園』エンディングテーマ                                             |
| 2015年8月26日  | ボーイフレンド（仮）キャラクターCDシリーズ vol.6 芹澤悠吏&不破渓士&桃越ハル                                    | 芹澤悠吏（浪川大輔） | 「オンリーユー！」                          | ゲーム『ボーイフレンド（仮）』関連曲                                                   |
| 2016年1月27日  | 花咲くまにまに キャラクターソングCDシリーズ 鏡歌水月                                                           | 倉間楓（浪川大輔） | 「初楓」                                    | ゲーム『花咲くまにまに』関連曲                                                         |
| 2016年5月18日  | うしおととらキャラクターソングス                                                                               | ヒョウ（浪川大輔）、秋葉流（細谷佳正）                                                                                             | 「渇いた魂」                                | テレビアニメ『うしおととら』関連曲                                                     |
| 2016年5月25日  | ロマネスクレコード2 其ノ壱 「Traumerei」                                                                       | 森鴎外（浪川大輔） | 「Traumerei」                               | ゲーム『明治東亰恋伽』関連曲                                                           |
| 2016年8月3日   | EVERLASTING DAYS                                                                                               | 聖蹟高校サッカー部 | 「EVERLASTING DAYS」                        | テレビアニメ『DAYS』エンディングテーマ                                                 |
| 2016年10月5日  | DAYS キャラクターソングシリーズ VOL.03                                                                         | 水樹寿人（浪川大輔） | 「BURNING SPIRITS」 「EVERLASTING DAYS」    | テレビアニメ『DAYS』関連曲                                                             |
| 2016年10月26日 | Naked Moon Light                                                                                               | 日向樹（浪川大輔）、壁井柚（柿原徹也）、朔久間柊（羽多野渉）                                                                       | 「Naked Moon Light」                        | ゲーム『ダンストリップス』主題歌                                                       |
| 2016年10月26日 | Naked Moon Light                                                                                               | 日向樹（浪川大輔） | 「Naked Moon Light」                        | ゲーム『ダンストリップス』関連曲                                                       |
| 2016年11月30日 | スカーレッドライダーゼクス レゾナンスソングシリーズ Vol.6 霧澤タクト&レスポール                                | 霧澤タクト（宮野真守）、レスポール（浪川大輔）                                                                                     | 「崩壊ディーサイド」                        | テレビアニメ『スカーレッドライダーゼクス』関連曲                                       |
| 2016年11月30日 | スカーレッドライダーゼクス レゾナンスソングシリーズ Vol.6 霧澤タクト&レスポール                                | レスポール（浪川大輔） | 「崩壊ディーサイド」                        | テレビアニメ『スカーレッドライダーゼクス』関連曲                                       |
| 2017年12月6日  | SHADOW OF LAFFANDOR ラファンドール国物語〜ある少女の光と影の追憶〜                                             | ブライ（浪川大輔） | 「翔」                                      | テレビ番組『SHADOW OF LAFFANDOR ラファンドール国物語』関連曲                           |
| 2018年1月24日  | ボーイフレンド（仮）プロジェクト ミュージックアルバム 藤城学園#02                                              | 3-A | 「Respect × Respect」                       | ゲーム『ボーイフレンド（仮）』関連曲                                                   |
| 2018年5月25日  | SHOOT THE STARS                                                                                                | Nacht | 「SHOOT THE STARS」                         | ゲーム『魔王さまをプロデュース！〜七つの大罪 for GIRLS〜』主題歌                       |
| 2018年7月7日   | K SEVEN STORIES Episode 6「Circle Vision 〜Nameless Song〜」アイドルK〈Kiss!Kiss!Kiss!〉CD付全国特別共通鑑賞券 | 伊佐那社（浪川大輔）、夜刀神狗朗（小野大輔）、八田美咲（福山潤）、伏見猿比古（宮野真守）、比水流（興津和幸）、御芍神紫（森田成一） | 「Kiss!Kiss!Kiss!」                         | 劇場アニメ『K SEVEN STORIES』関連曲                                                    |
| 2018年7月25日  | Noble Bullet 02 ナポレオングループ                                                                             | ナポレオン（浪川大輔） | 「Nothing Impossible」                      | ゲーム『千銃士』関連曲                                                                 |
| 2018年9月28日  | 覇穹 封神演義 BD・DVD第7巻特典CD                                                                               | 紂王（浪川大輔） | 「Bright Glory Days」                       | テレビアニメ『覇穹 封神演義』関連曲                                                    |
| 2019年2月27日  | 明治東亰恋伽 エンディングテーマ集                                                                              | 森鴎外（浪川大輔）、菱田春草（KENN）                                                                                               | 「星屑の詠み人」                            | テレビアニメ『明治東亰恋伽』エンディングテーマ                                         |
| 2019年7月3日   | ☆3rd SHOW TIME 1☆ 星谷悠太&華桜会                                                                              | 華桜会 | 「我ら、綾薙学園華桜会〜Next-Generation〜」 | テレビアニメ『スタミュ』第3期挿入歌                                                    |
| 2019年8月14日  | ☆3rd SHOW TIME 7☆ 四季斗真&星谷×四季                                                                           | 四季斗真（浪川大輔） | 「HONESTY」                                 | テレビアニメ『スタミュ』第3期挿入歌                                                    |
| 2019年8月14日  | ☆3rd SHOW TIME 7☆ 四季斗真&星谷×四季                                                                           | 星谷悠太（花江夏樹）、四季斗真（浪川大輔）                                                                                         | 「ありのままに」                            | テレビアニメ『スタミュ』関連曲                                                         |
| 2019年9月4日   | ☆3rd SHOW TIME 10☆ team鳳&華桜会                                                                               | 華桜会 | 「サウンドロスト」                          | テレビアニメ『スタミュ』関連曲                                                         |
| 2019年9月11日  | ☆3rd SHOW TIME 11☆星谷×辰己×四季×冬沢&team鳳                                                                   | 星谷悠太（花江夏樹）、辰己琉唯（岡本信彦）、四季斗真（浪川大輔）、冬沢亮（斉藤壮馬）                                               | 「SUREFIRE〜ヒカリへツナゲ〜」              | テレビアニメ『スタミュ』第3期挿入歌                                                    |
| 2020年1月29日  | CharadeManiacs キャラクターソング&ドラマ Vol.3                                                                 | 茅ヶ裂マモル（浪川大輔） | 「Tenohira」                                | ゲーム『CharadeManiacs』関連曲                                                         |
| 2021年3月17日  | 体操ザムライ BD・DVD特典CD                                                                                     | 荒垣城太郎（浪川大輔）、レオナルド（小野賢章）、南野鉄男（梶裕貴）                                                                 | 「上海ハニー」                              | テレビアニメ『体操ザムライ』オープニングテーマ                                         |
| 2022年11月23日 | 永久少年 Eternal Boys ステージ1                                                                                | 永久少年 | 「Eternal」                                 | テレビアニメ『永久少年 Eternal Boys』挿入歌                                            |
| 2023年1月25日  | 永久少年 Eternal Boys ステージ2                                                                                | 永久少年 | 「My Way」                                  | テレビアニメ『永久少年 Eternal Boys』オープニングテーマ                                |
| 2023年3月23日  | 永久少年 Eternal Boys ステージ3                                                                                | 永久少年 | 「Again」                                   | テレビアニメ『永久少年 Eternal Boys』挿入歌                                            |
| 2023年6月9日   | Red line | 永久少年 | 「Red line」                                | 劇場アニメ『永久少年 Eternal Boys NEXT STAGE』主題歌                                   |
| 2025年3月19日  | Fate/Grand Order 藤丸立香はわからない Season 2 完全生産限定版 Blu-ray&DVD 特典CD                               | 柳生但馬守宗矩（山路和弘）、宝蔵院胤舜（浪川大輔）                                                                                 | 「極！みゅうじかる新陰流」                  | アニメ『Fate/Grand Order 藤丸立香はわからない Season 2』挿入歌                         |
| 2025年8月20日  | 『KING OF PRISM-Your Endless Call-み〜んなきらめけ！プリズム☆ツアーズ』Song Collection                         | 山田リョウ（浪川大輔） | 「BE TOGETHER」                             | 劇場アニメ『KING OF PRISM-Your Endless Call-み〜んなきらめけ!プリズム☆ツアーズ』挿入歌 |

- アンジェリークシリーズ（ユーイ）
  - アンジェリークエトワール YELLOW
  - アンジェリークエトワール RAINBOW
  - アンジェリークエトワール　花のシャングリ・ラ
  - Sound Cafe アンジェリーク 〜微笑の魔法〜
  - アンジェリーク 〜Dear My Angel〜
  - 恋する天使アンジェリークキャラクターCD Vo.11 ユーイ
  - ネオロマンス・フレンズ
- 乙女的★恋革命ラブレボ!! キャラクターソング1 STAY IN MY HEART（神城綾人）
- 君に届け Secret Party 〜北幌高校学校祭 アナザーサイド〜（風早翔太）
- OAD 今日、恋をはじめます キャラクターソング 椿京汰（椿京汰）
- クリムゾン・エンパイア Crimson Empire 〜Flamme〜（オランヌ＝バルソーラ）
- くろかみ 〜Radioしすてむ〜 OPテーマ「Hyper positive!!」（浪川大輔、下屋則子、大原さやか） / EDテーマ「裏道ブルース」（浪川大輔）
- 少年ハリウッド -HOLLY STAGE FOR 49- BD・DVD第2巻特典CD（柊剛人）
  - 永遠never ever
- 人生相談テレビアニメーション「人生」 BD・DVD第4巻特典CD 「コガネンのうた」（浪川大輔）
- Scared Rider Xechs DREAM COLLABORATION CD「Dear Chroma」（タクト×レスポール）
- テニスの王子様シリーズ
  - Brandnew Days（宍戸亮&鳳長太郎）
  - ZERO / 宍戸亮（鳳長太郎）
  - バレンタイン・キッス / 忍足侑士 with 氷帝学園中（鳳長太郎）
  - チャームポイントは泣きボクロ / 跡部景吾（鳳長太郎）
  - 不条理（氷帝エタニティ）
  - contrail（鳳長太郎）
  - W-rainbow（宍戸亮&鳳長太郎）
  - 雨は囁きのカノン（鳳長太郎）
  - 坂道の果てへ（氷帝エタニティ）
  - バレンタイン・キッス / 鳳長太郎 with 氷帝学園中
- 八犬伝―東方八犬異聞― キャラクターソングアルバム Vol.2（尾崎要）
- HUNTER×HUNTER（ヒソカ）
  - HUNTER×HUNTERキャラクター・ソング集2
  - HUNTER×HUNTER キャラクターソング集〜天空闘技場編〜
  - 表裏一体（完全生産限定盤／HUNTER×HUNTER Ver.）
- 緋色の欠片 キャラクターソングシリーズ vol.2 「狐邑祐一&狗谷遼」（狐邑祐一）
- ヒイロノカケラ 新玉依姫伝承 キャラクターソングCD（狐邑怜）
- 百歌声爛 -男性声優編- III
- BLEACH シリーズ
  - BLEACH BEAT COLLECTION 3rd SESSION :01 ウルキオラ
  - ブリコン 〜BLEACH CONCEPT COVERS〜 2
- ヘタリア 第1期 - 第2期 主題歌「まるかいて地球」 / 劇中歌「ドイツに捧げるイタリアのうた」（イタリア）
- ヘタリア第3期 - 第4期　主題歌「はたふってパレード」（イタリア＜ヴェネチアーノ/ロマーノ＞）
- ヘタリア第5期 主題歌「まわる地球ロンド」（イタリア＜ヴェネチアーノ/ロマーノ＞）
- ヘタリア第6期 主題歌「ヘタリアン☆ジェット」（イタリア＜ヴェネチアーノ/ロマーノ＞）
- ヘタリア第7期 主題歌「地球まるごとハグしたいんだ」（イタリア＜ヴェネチアーノ＞）
  - ヘタリア キャラクターCD Vol.1 イタリア（イタリア）
    - キャラクターソング「お湯をひとわかししよう♪」（イタリア）/「おいしい☆トマトのうた」（南イタリア）

  - ヘタリア　キャラクターCD II Vol.1 イタリア（イタリア）
    - キャラクターソング　「虹の向こうを見に行こう」（イタリア）/「まぁなんとかなるぞ」　（南イタリア）

  - アニメ「ヘタリア The World Twinkle」キャラクターCD Vol.1 イタリア 日本（イタリア）
    - キャラクターソング　「Che bello!〜俺ん家は最高だよ☆〜」（イタリア）
- わがまま☆フェアリー ミルモでポン! ちゃあみんぐ キャラクターソングシリーズVol.2 Tears For Smile（結木摂）

### その他参加作品
| 発売日         | 商品名                                                                        | 歌 | 楽曲                                      | 備考 |
| -------------- | ----------------------------------------------------------------------------- | --- | ----------------------------------------- | ---- |
| 2021年2月24日  | Disney 声の王子様 Voice Stars Dream Selection III                             | 伊東健人、植田圭輔、浦田わたる、太田基裕、岡宮来夢、木村良平、島﨑信長、仲田博喜、仲村宗悟、三浦宏規、森久保祥太郎、加藤和樹、浪川大輔 | 「小さな世界」 「ミッキーマウス・マーチ」 |      |
| 2021年2月24日  | Disney 声の王子様 Voice Stars Dream Selection III チケットぴあ特典CD          | 浪川大輔 | 「小さな世界」                            |      |
| 2021年11月19日 | Disney 声の王子様 Voice Stars Dream Live 2021 特典DISC3                       | 加藤和樹、浪川大輔 | 「パシューティング・スター」              |      |
| 2021年11月19日 | Disney 声の王子様 Voice Stars Dream Live 2021 チケットぴあ特典CD              | 浪川大輔 | 「ミッキーマウス・マーチ」                |      |
| 2022年7月27日  | [Re:collection] HIT SONG cover series feat.voice actors 〜10's-20's EDITION〜 | 浪川大輔 | 「君に届け」                              |      |